# 威廉·霍华德·塔夫脱
威廉·霍华德·塔夫脱（英語：William Howard Taft，1857年9月15日—1930年3月8日），美國政治家，1909至1913年任总统，1921至1930年擔任首席大法官，是史上唯一出任过這两项职位的人。
塔夫脱1857年生于俄亥俄州辛辛那提，父亲阿方索曾任美國司法部長和战争部长，还是耶鲁大学骷髅会的创始人，塔夫脱进入该校深造并加入骷髅会。成为律师后，塔夫脱二十几岁就当上法官。他晋升迅速，先后出任訟務次長和联邦第六巡回上诉法院法官。1901年，威廉·麦金莱任命他出任菲律宾民事总督。1904年，西奥多·罗斯福选择塔夫脱担任战争部长，随后他又成为总统钦点的接班人。塔夫脱的个人心願是出任首席大法官，但对政治事业的责任心促使他多次谢绝进入美国最高法院的机会。
凭借罗斯福助力，塔夫脱顺利拿到1908年共和党总统候选人提名，11月普选又轻取民主党对手威廉·詹宁斯·布莱恩。入主白宫后，他对东亚事务的关注超过欧洲，还多次出手支持或推翻拉美国家政府。关税此时是联邦政府收入的主要来源，塔夫脱力主降低税率，但最后通过的法案受特殊利益集团影响很大。他倾向支持共和党保守派系，但罗斯福支持进步派系，塔夫脱政府两大派系争议不断，平肖－巴林杰之争和塔夫脱政府递交的反垄断诉讼令关系紧张的两人分道扬镳。罗斯福在1912年与塔夫脱争夺总统候选人提名，塔夫脱利用党派政治机器控制权以微弱多数拿下提名，罗斯福愤而退党，另组进步党參選。共和党的分裂导致塔夫脱连任希望渺茫，最后他只拿下犹他州和佛蒙特州，连任失敗，民主党候选人伍德罗·威尔逊則大杀四方，成為總統。
塔夫脱下台后回到耶鲁大学担任教授，同时继续参与政治事务并通过强制和平同盟会反战。1921年，沃伦·盖玛利尔·哈定总统任命塔夫脱出任后者希冀已久的首席大法官。塔夫脱首席大法官对商业事务倾向保守，个人权利在他执掌最高法院期间有所进步。塔夫脱1930年2月因身体不佳辞职，一个月后便与世长辞，遗体葬在阿灵顿国家公墓，是下葬此地的首位美国总统和首任最高法院大法官。历史上多次美国总统排名中，塔夫脱大多位于中等水平。

## 早年经历和教育

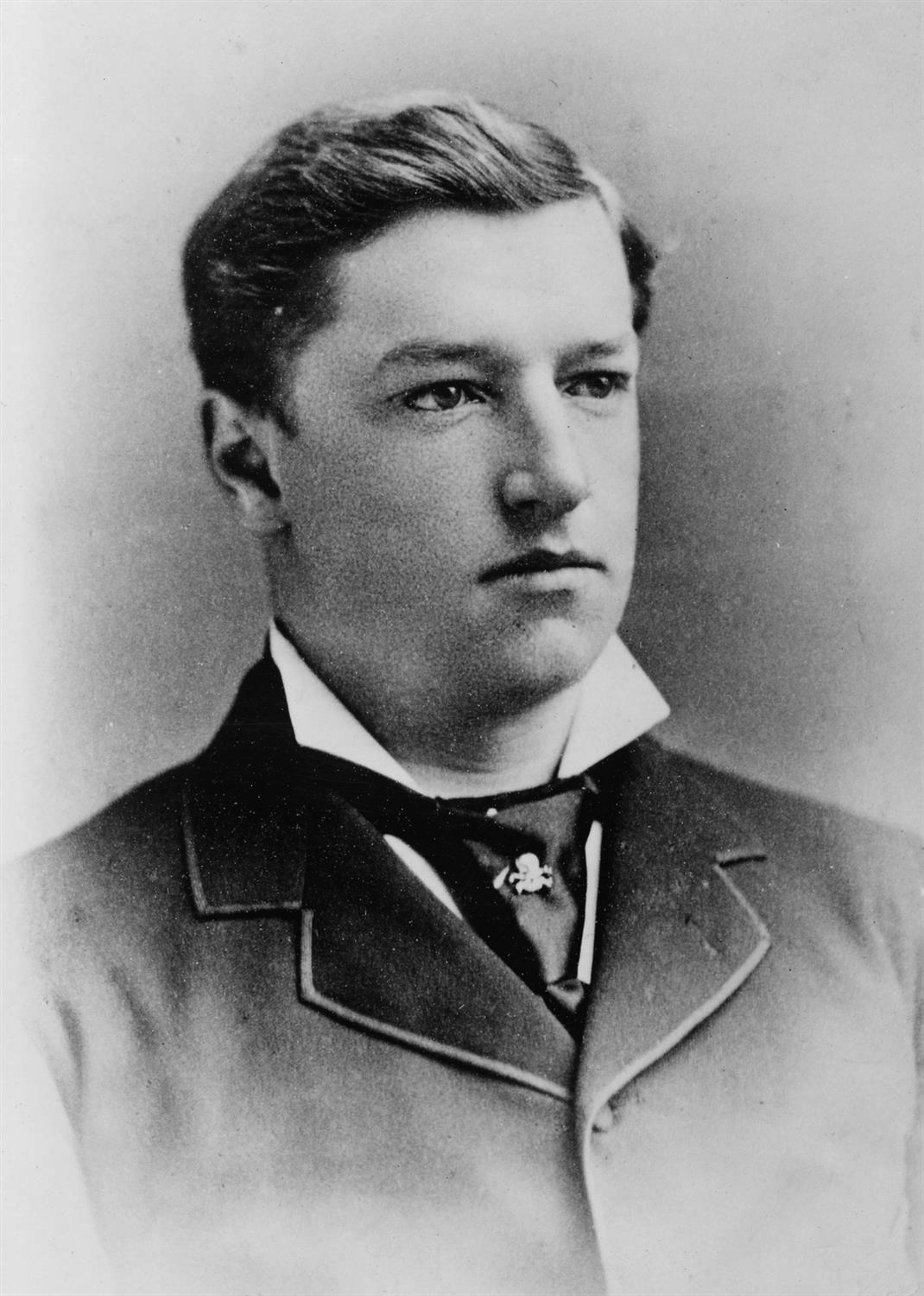
耶鲁学院保留的塔夫脱照片

威廉·霍华德·塔夫脱1857年9月15日生于俄亥俄州辛辛那提，父亲叫阿方索·塔夫脱（Alphonso Taft），母亲叫路易丝·托里（Louise Torrey）。塔夫脱家族算不上富裕，全家住在奥本山郊区的简朴民居。阿方索曾担任法官、大使，并在尤利西斯·格兰特总统内阁任职，担任战争部长和司法部长。
塔夫脱童年时没有特别聪明的表现，但非常勤奋。父母对五个儿子要求严格，催促他们只能成功，不许失败。威廉进入辛辛那提伍德沃德高中就读，1874年获耶鲁学院录取。大学期间塔夫脱体格魁梧、平易近人，曾在校内重量级摔跤比赛夺冠。同学称他虽然不是最聪明的学生，但还是凭勤奋和正直取得认可。在校期间他还入选骷髅会，是首位加入该组织的未来总统，之后只有乔治·赫伯特·沃克·布什和乔治·沃克·布什父子也曾加入。1878年，塔夫脱在全班121名学生中以第二名的成绩毕业。他还进入辛辛那提法学院深造，1880年毕业并获法学士学位。就读法学院期间他为穆拉特·霍尔斯特德（Murat Halstead）主编的《辛辛那提商报》（The Cincinnati Commercial）工作，受命报导当地法院新闻，在此期间还到父亲的事务所研习法律，两项活动让他学到许多课堂上无法了解的实践法律知识。从法学院毕业前不久，塔夫脱赶到州首府哥伦布参加律師資格考試并轻易通过。

## 政坛崛起（1880至1908年）

### 俄亥俄州律师和法官
取得俄亥俄州律师执业资格后，塔夫脱全职投入《辛辛那提商报》的工作。霍尔斯特德承诺只要塔夫脱放弃当律师就为他加薪转正，但塔夫脱没有接受。1880年10月，塔夫脱获命出任辛辛那提所在的汉密尔顿县助理检察官，次年一月就职。他在这个位置上工作一年，起诉各种常规案件。1882年1月，塔夫脱辞职接受切斯特·艾伦·阿瑟总统任命，负责俄亥俄州第一区（以辛辛那提为中心）国税征收。塔夫脱拒绝解雇那些工作能力足以胜利但政坛失宠的职工，后在1883年3月辞职并致信总统，自称打算在辛辛那提开办律师事务所。1884年，塔夫脱为共和党候选人、缅因州联邦参议员詹姆斯·G·布莱恩竞选，但赢得总统宝座的是民主党候选人、纽约州州长格罗弗·克利夫兰。
1887年，辛辛那提高等法院法官位置出缺，州长约瑟夫·福勒克任命29岁的塔夫脱继任。一年后任期截止，塔夫脱竞选连任成功得到五年完整任期，这是他首次参加选举，除此以外只参加过两次总统大选。担任州法官期间，塔夫脱流传下来的裁决意见约有20余项，其中以“摩尔斯公司诉一号砖瓦工会案”（Moores & Co. v. Bricklayers' Union No. 1，1889年）最有名，1908年竞选总统时，该案成为对手攻击他的弹药。案件起因是砖瓦工会与帕克兄弟公司发生争议，因此拒绝为任何同该司有业务往来的公司工作。塔夫脱裁定工会做法属于不合法的次级抵制。
塔夫脱结识海伦·赫伦（昵称内莉）的确切时间已不可考，只能确定最晚是在1880年，她把塔夫脱的聚会邀请写进日记。1884年两人已经常约会，拒绝一次后，内莉（Nellie）于1885年同意结婚，第二年6月19日在女方家中举办婚礼。塔夫脱在近44年的婚姻生活中一直钟爱夫人，内莉就像公公和婆婆一样严格要求丈夫，非常坦率地提出批评。两人共有三个孩子，长子罗伯特当上联邦参议员。

### 訟務次長
1889年，美国最高法院出缺，福勒克州长向哈里森总统建议任命塔夫脱。塔夫脱此时还只有32岁，最高法院大法官一直是他的职业目标。他积极争取提名，致信请福勒克助力，但面对他人时自认应该不大可能获选。1890年，哈里森提名塔夫脱出任美國訟務次長，同年二月他抵达华盛顿哥伦比亚特区时，该职位已空缺两个月，工作堆积如山。他努力处理积压事务，同时学习联邦法律和担任俄亥俄州法官时不需要了解的司法程序。
纽约州联邦参议员、前州务卿威廉·M·埃瓦茨是阿方索·塔夫脱在耶鲁大学的同学，威廉上任后他马上打来电话，将昔日老友的儿子和儿媳带入首都社交圈。内莉对夫妻二人的未来充满雄心，但对丈夫总是与最高法院大法官打交道感到厌烦，希望多和西奥多·罗斯福、海约翰、亨利·卡伯特·洛奇这些掌握决断权力的首都人士及其夫人交往。
塔夫脱担任訟務次長战绩斐然，在最高法院打的18场官司有15场获胜，但他还是更想当法官。1891年3月，美国国会为每个联邦上诉法院增加一名法官。1892年3月，塔夫脱辞职接受哈里森任命，出任驻辛辛那提的第六巡回上诉法院法官。

### 联邦法官
美国联邦法官可终身任职，而且有望晋升最高法院大法官。塔夫脱同父异母的哥哥查尔斯（Charles Phelps Taft）生意成功，领取政府薪水的弟弟跟着沾光，一家人生活颇为如意。塔夫脱的工作一方面是审理巡回区案件，包括俄亥俄州、密歇根州、肯塔基州和田纳西州；另一方面是与充当巡回法官的最高法院大法官約翰·馬歇爾·哈倫，以及第五巡回法院其他法官审理上诉案。1892至1900年担任联邦法官期间，塔克脱的工作和生活稳定发展。
据历史学家路易斯·古尔德（Louis L. Gould）记载：“塔夫脱虽然也像19世纪90年代绝大多数中产阶级那样对社会动荡充满忧虑，但他没有批评者所说的那般保守。他支持劳工建立组织并罢工的权利，裁决多起过失案时站在反对雇主一边。”如1897年的“沃伊特诉巴尔的摩与俄亥俄西南铁路公司案”，塔夫脱对铁路事故导致工人受伤案件的看法与当代契约自由原则学说冲突，裁决被最高法院推翻。不过，他对“阿迪斯顿管道和钢铁公司诉合众国案”的裁决获最高法院认可。塔夫脱的判决主张，管道制造商协会操纵招标之举违反《休曼反垄断法》。为他立传的历史学家亨利·普林格认为，该裁定令《休曼反垄断法》起死回生并确立法律地位。
1896年，塔夫脱当上母校辛辛那提法学院院长兼物权法教授，他需要每周备课并讲座两小时。他认真对待母校的工作，致力法律教育，在课程中纳入個案教學法。联邦法官不能参与政治事务，但他还是积极关注并且一直支持共和党。1894至1895年，俄亥俄州州长威廉·麦金莱积极竞选，塔夫脱颇感没谱，称“华盛顿（哥伦比亚特区）根本没人喜欢他”。但1896年3月，他已经看出麦金莱很可能会拿到提名，此后勉强表态支持。同年七月，前内布拉斯加州联邦众议员威廉·詹宁斯·布莱恩在民主党全国大会上发表黄金十字演讲，民主党人阵脚大乱后推举他为候选人，塔夫脱随即坚决支持麦金莱。布莱恩的演讲和竞选都极力主张自由铸造银币，塔夫脱认为如此政策在经济上过于激进。塔夫脱担心人们会因预料布莱恩当选总统而囤积黄金，但身为联邦法官他除担心外无法采取任何手段。麦金莱最终赢得大选，担任总统期间最高法院只有1898年出缺，但他提名的是约瑟夫·麦肯纳。
19世纪90年代起直到去世，塔夫托在国际司法领域发挥重要作用，是世界范围仲裁运动的领军人物，还在耶鲁大学法学院教授国际法。1910至1912年，塔夫托和罗斯福渐行渐远终至决裂，其中的重要原因就是罗斯福坚持认为仲裁实在幼稚，重大国际争端只能靠战争解决。

### 菲律宾时期

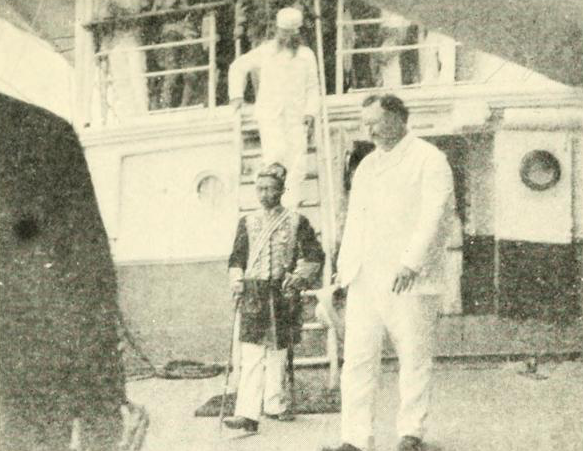
1901年3月27日，贾玛鲁·基拉姆二世与菲律宾委员会主席塔夫脱在蘇祿蘇丹國首都霍洛见面

1900年1月，塔夫脱受命前往白宫，以为总统会提名他进入最高法院，但麦金莱其实是想他进入委员会，负责在菲律宾组织民事政府。总统需要他辞职接受任命，承诺只要这项工作完成，下一次最高法院出缺就提名塔夫脱。塔夫脱要求执管委员会，对任务成功与否负责，总统同意后，塔夫脱于1900年4月赶赴菲律宾。
美国介入意味着菲律宾革命融入美菲战争，菲律宾人为独立而战，但1900年军事总督小亚瑟·麦克阿瑟为首的美军已占上风。麦克阿瑟觉得委员会纯属累赘，这时就叫毫无准备的菲律宾人民自治根本不切实际。但麦金莱授权委员会控制驻菲美军预算，所以将军只能配合塔夫脱。1900年9月1日，委员会接手菲律宾行政权；1901年7月4日，塔夫脱当上民事总督。阿德纳·查菲将军接手麦克阿瑟的美军司令职务，不再设军事总督。
塔夫脱想与菲律宾人合作，逐步实现菲律宾自治，在他看来该国数十年前就已独立。菲律宾许多美国人把当地人视为劣等种族，但塔夫脱曾在抵达前不久表示：“我们要彻底消除他们的这种看法”。塔夫脱不在正式活动中要求种族隔离，从社会角度平等对待菲律宾人。据内莉回忆，“政治立场和种族都不应该在任何程度上影响我们的态度”。
1901年9月，麦金莱遇刺身亡，西奥多·罗斯福继任。塔夫脱和罗斯福在1890年左右交上朋友，当时塔夫脱是訟務次長，罗斯福在公务员委员会任职。塔夫脱曾在麦金莱当选后促使总统任命罗斯福出任海军助理部长，看着罗斯福从战争英雄到纽约州州长和美国副总统的旅程。1902年1月，塔夫脱在感染导致两次手术后前往华盛顿疗养，两人再度见面。塔夫脱在参议院委员会就菲律宾局势作证，他希望菲律宾农民凭借土地所有权在新政府取得一席之地，但大部分耕地掌握在天主教修道会手中，这些人大部分都是菲律宾人憎恨的西班牙教士。罗斯福派塔夫脱前往罗马与教皇良十三世谈判购买土地并安排西班牙教士离开，美国人取而代之并将当地人培训成神职人员。塔夫脱的罗马之行没有解决问题，但1903年时双方对两个问题均达成协议。
1902年下半年，罗斯福告知塔夫脱小乔治·希拉斯大法官即将辞职，最高法院将要出缺，希望塔夫脱就任。虽然这是他长久以来的职业梦想，但塔夫脱觉得总督的任务尚未完成，谢绝总统邀请。1903年，罗斯福又提议塔夫脱担任战争部长。菲律宾由战争部管理，塔夫脱可以继续在当地任职，现任部长羅脫也同意推迟到1904年离职，方便塔夫脱为马尼拉的事务收尾。塔夫脱与家人商议后同意，并于1903年12月回国。

### 战争部长

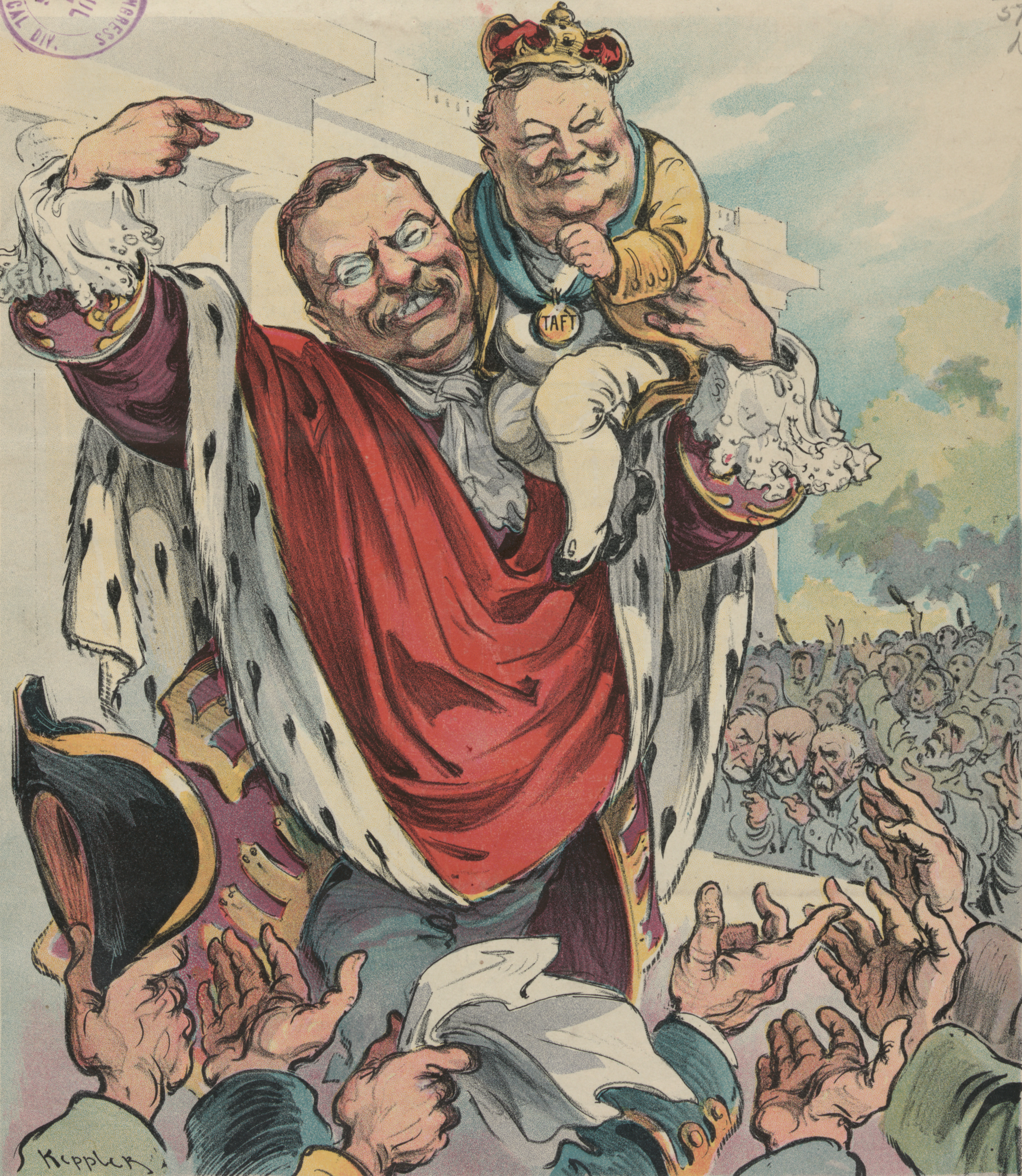
1906年《帕克》杂志封面：罗斯福引介塔夫脱皇储

塔夫脱于1901年1月就任战争部长，但总统打算亲自管理军队，不需要部长对此花多少时间。罗斯福希望塔夫脱能在困难局势下负责排错并提供法律建议，他还打算竞选总统，希望塔夫脱能为他演讲。塔夫脱在演说中极力维护罗斯福的过往立场，后者赢得大选但选举过程非常艰辛，塔夫脱对此表示，如此选举实在令他心有余悸，哪怕别人保证胜算他也不想竞选总统。
1905至1907年，塔夫脱明白自己很可能会获得共和党下一个总统候选人提名，但他无意积极争取。1905年亨利·布朗大法官辞职，塔夫脱谢绝总统任命，1906年最高法院再度出缺，但他依然没有改变立场。第一夫人伊蒂絲·羅斯福对塔夫脱和丈夫关系越来越紧密不满，觉得两人立场太接近，塔夫脱极少反对总统的意见，所以对总统没有多大帮助。
塔夫脱想当首席大法官，对1908年已75岁的现任首席大法官梅尔维尔·富勒身体情况非常关注，但又觉得他还会活好多年。罗斯福表示，只要有机会就很可能任命塔夫脱执掌最高法院，也有人认为司法部长菲兰德·C·诺克斯更合适。不过这都无关紧要，富勒直到罗斯福下台都是首席大法官。
1903年巴拿马脱离哥伦比亚并签署美巴条约，美国取得在巴拿馬地峽修建运河的权力。国会授权法案没有明确哪个部门负责挖河，罗斯福把任务交给战争部。塔夫脱1904年前往巴拿马视察运河选址，并与巴拿马官员会晤。地峡运河委员会一直难以找到能够胜任同时又愿意长期做下去的总工程师，1907年2月约翰·史蒂文斯辞职后，塔夫脱推荐陆军工程师乔治·华盛顿·戈特尔斯，戈特尔斯接手后项目进展顺利。
1898年，西班牙失去对古巴殖民地的控制权，考虑到自由古巴是战争的主要目标，美国没有在西班牙人离开后顺势吞并，而是占领一段时间后在1902年由其独立。但是，新国家首先面对的就是选举舞弊、腐败和派系之争。1906年9月，古巴总统托马斯·埃斯特拉达·帕尔马要求美国干预。塔夫脱带领少量美国军人抵达古巴，并根据1903年古美关系条约自我任命为古巴临时总督，努力告知古巴人民美方意在稳定，无意长期占领，直到两周后由查尔斯·爱德华·马贡继任。
塔夫脱继续参与菲律宾事务。1904年罗斯福竞选期间，塔夫脱主张菲律宾农产品销往美国时免税，此举引来美国糖类和烟草种植户抗议，罗斯福要求塔夫脱转变立场，但后者不同意并威胁辞职，罗斯福最后没有坚持。塔夫脱1905年带领国会议员代表团到访菲律宾，1907年再返该群岛召开首届菲律宾下议会（后更名菲律賓眾議院）。
塔夫脱担任战争部长期间共两次前往菲律宾，两次都曾到日本与当地官员会晤。1905年7月的会晤一个月后，日本和俄国在美国调停下议和，最终签署《朴茨茅斯和约》结束日俄战争。塔夫脱与日本首相桂太郎面谈后签署备忘录，其中不含新内容，只是重申官方立场：日本无意侵略菲律宾，美国不反对日本控制朝鲜。美方对大量日本劳工前往美国西岸颇感忧虑，1907年9月塔夫脱第二次到访日本期间，该国外相林董非正式地同意少向此类人员发放护照。

## 1908年大选

### 提名

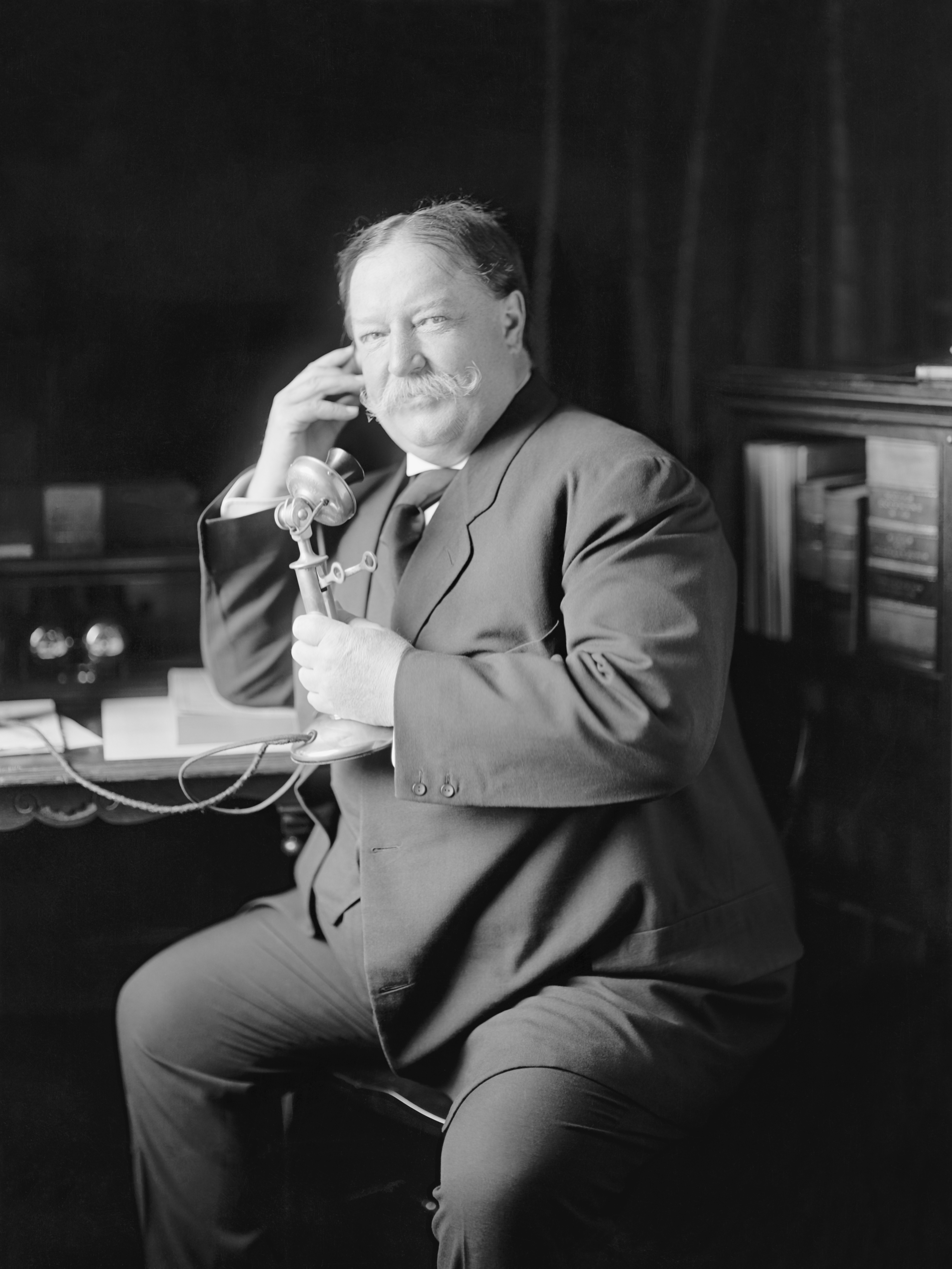
塔夫脱接到罗斯福打来的电话，告知他刚刚获得总统候选人提名

麦金莱遇刺后留给罗斯福近三年半任期，1904年选举获胜当晚，罗斯福公开宣布不会在1908年寻求连任，但他很快就后悔不该这么冲动。罗斯福信守承诺，觉得选战争部长继任最合适，但塔夫脱对竞选兴趣不大。罗斯福利用党派政治机器帮助塔夫脱，要求他任命的官员要么支持战争部长，要么闭上嘴，否则就卷铺盖走人。
财政部长乔治·科特尔尤等共和党政治家试水参选，但都决定置身事外。纽约州州长查尔斯·埃文斯·休斯参选后，罗斯福在休斯发表重要政策讲话当天向国会递交特别建议，措辞强烈地警示企业腐败。总统的建议引来大量报导，休斯讲话的消息只刊登在报纸角落。面对支持者呼吁他再干四年的热情，罗斯福只能忍痛谢绝。
1908年2月，美国邮政局助理局长弗兰克·希区柯克辞职主持塔夫脱的竞选活动。同年四月，塔夫脱巡回演讲，西部最远的一站是内布拉斯加州奥马哈，然后受命前往巴拿马解决选举争议。1908年共和党全国大会于六月在芝加哥举行，塔夫脱没有值得一提的对手，首轮投票就赢得提名。不过，成为党派新旗手的塔夫脱却没有多少自主权，他本希望竞选搭档是像爱荷华州联邦参议员乔纳森·多利佛这样的中西部进步人士，但大会最后提名的是纽约州保守派联邦众议员詹姆斯·S·舍曼。6月30日，塔夫脱辞去战争部长职务全身心投入竞选。

### 竞选
塔夫脱的普选对手是布莱恩，是最近四次总统大选中三次的民主党候选人。罗斯福有许多改革源于布莱恩的提议，民主党人宣称布莱恩才是继承罗斯福衣钵的理想人选。《1907年蒂尔曼法》规定联邦政治竞选收受企业献金违法，布莱恩主张进一步禁止公司管理人员或董事的捐款，或至少及时披露。塔夫脱认为这些献金在选举过后披露即可，努力确保没有收取与政府打官司的企业管理人员或董事捐助。

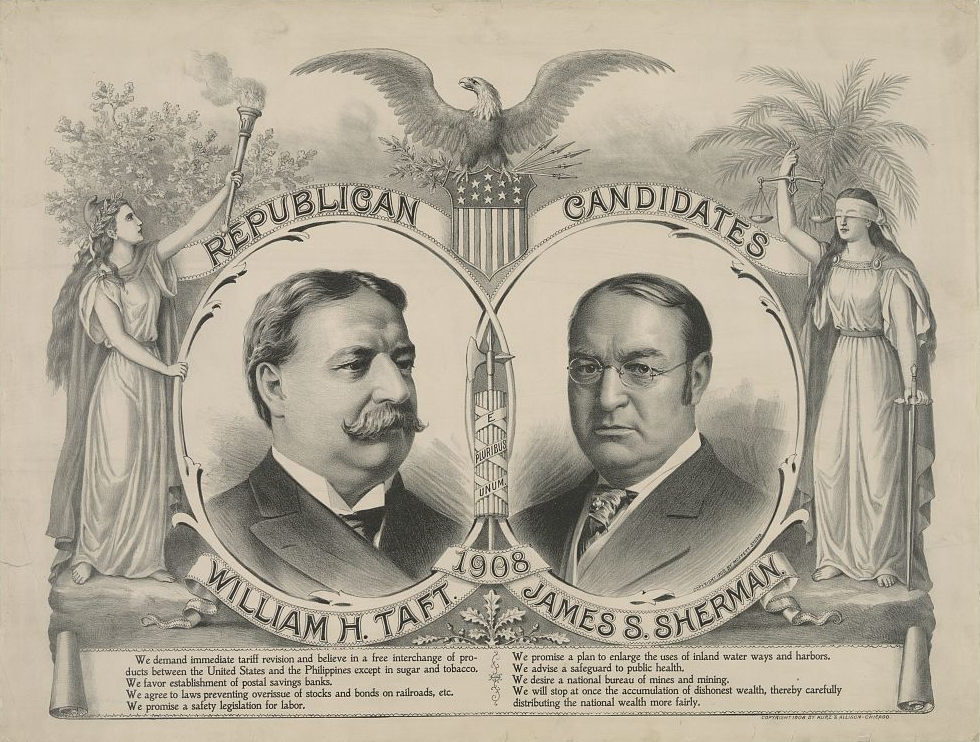
1908年塔夫脱与舍曼竞选海报

许多人批评塔夫脱只是罗斯福的棋子，行事根本身不由己。塔夫脱火上浇油，前往萨加莫尔山的罗斯福故居为接受提名演说寻求建议，自称需要“总统的裁定和判断”。塔夫脱支持罗斯福的大部分政策，主张劳工有权组织但无权抵制，企业和富裕阶层同样要遵守法律。布莱恩要求铁路收归国有，但塔夫脱认为铁路应归私有，州际贸易委员会可以限定最高费率并接受司法覆核。塔夫脱还主张，近来发生的1907年恐慌是股票炒作及其他滥权行为导致，有必要改革货币制度（美国此时施行金本位制度），确保经济不景气时政府能灵活响应，还需要专门针对托拉斯立法，补充《休曼反垄断法》；此外还应用宪法修正案增设所得税，推翻最高法院裁定此类税收违宪的判决。罗斯福扩大行政权力之举一直颇具争议，塔夫脱着意延续他的政策，但放缓步调，通过立法建立更加坚实的法律基础。
塔夫脱挑选希区柯克出任共和黨全國委員會主席，负责总统竞选事宜，令部分进步人士颇感失望。希区柯克马上将与大企业关系紧密的人带入塔夫脱阵营。1908年8月，塔夫脱到弗吉尼亚州巴斯县温泉城度假，这段时间花在高尔夫球上的时间比竞选战略还多，令政治顾问深感恼火。罗斯福看到报上刊登塔夫脱大力挥杆打球的照片后也很不满，警告塔夫脱不要再让人偷拍照片。

1908年大选结果，红色是共和党赢出，蓝色民主党，数字代表各州选举人票数

罗斯福对不便干涉选举颇感郁闷，他建议塔夫脱尽量保持良好形象，避免引起选民反感，最终让布莱恩拣便宜。罗斯福的支持者散步谣言，声称塔夫脱的竞选其实是总统主持，此举令从未信任罗斯福夫妇的内莉·塔夫脱感到愤怒。罗斯福在塔夫脱的竞选中投入极大热情，以致幽默作家笑称“塔夫脱”的英语其实是“听取罗斯福建议”的首字母缩写。
布莱恩主张建立银行担保体系，这样银行倒闭后储户也能拿回存款，塔夫脱反对并提出邮政储蓄体系。9月中旬，禁酒成为竞选重要议题，嘉莉·纳蒂翁致电塔夫脱要求他表明立场。塔夫脱和罗斯福一致认为党纲无需着墨禁酒议题，纳蒂翁愤怒地挂断电话，宣称塔夫脱没有宗教信仰而且反对禁酒。对此塔夫脱遵照罗斯福的建议不予置评。
塔夫脱以显著优势轻取对手，获51.6%的普选票和321张选举人票，布莱恩只有162张选举人票。对于此次竞选内莉表示：“除了不知道也不在乎政治游戏怎么玩以外，他的行为无可指责”。据长期担任白宫招待员的艾克·胡佛（回忆，竞选期间塔夫脱经常拜见罗斯福，但当选后直到1909年3月4日就职都很少再来白宫。

## 总统任期（1909至1913年）

### 就职和任命

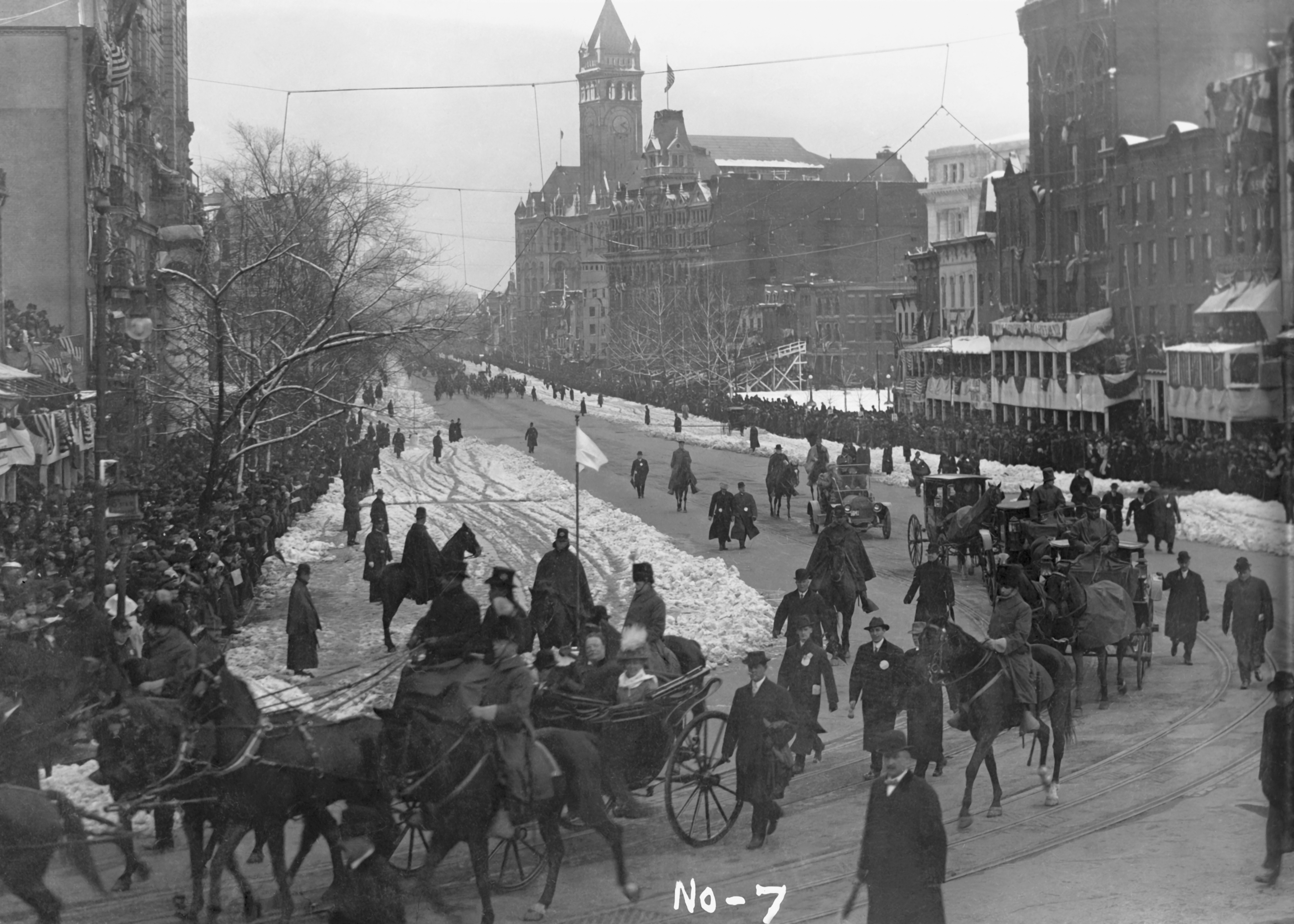
1909年塔夫脱总统就职典礼

塔夫脱于1909年3月4日宣誓就职，华盛顿此时还因冬季风暴天寒地冻，所以他没有按惯例在国会大厦外宣誓，而是在参议院大厅举行仪式。新总统的就职演说表示，很荣幸过去能担任“杰出前总统的顾问”，并参与“他发起的改革。如果不把维持并执行这些改革当作政府最重要的日程，我就没有忠于自我、没有信守承诺，更没有遵守党纲中的宣言”。他承诺让改革持久，确保诚信商人的利益不因政策更迭受损。他主张降低1897年的丁利关税，提倡反垄断改革并继续推动菲律宾实现全面自治。罗斯福带着遗憾离开白宫，对担任总统的经历念念不忘，但为给新总统让路，他决定前往非洲打猎，至少一年后才回国。
共和党全国大会结束后不久，塔夫脱和罗斯福就已商定保留罗斯福内阁哪些成员。塔夫脱只保留农业部长詹姆斯·威尔逊和邮政局长乔治·冯·伦格克·迈耶（已转到海军部）。加入塔夫脱内阁的其他官员包括：麦金莱和罗斯福手下司法部长菲兰德·C·诺克斯担任国务卿，富兰克林·麦克维任财政部长。
罗斯福与媒体关系融洽，但塔夫脱显然无福消受，所以他不像前总统那样经常接受采访和拍照。罗斯福以领袖魅力为标志的政府风格告一段落，变成沉稳追求法治的塔夫脱政府。

### 对外政策

#### 组织和原则
塔夫脱优先考虑改组国务院，声称现有国务院“是根据1800而非1900年的政府需求组织”。国务院在他任内首度按地域分区组织部门，各自负责遠東、拉丁美洲和西欧事务。国务院还首度建立在职培训计划，上任官员需在首都学习一个月再前往各自岗位。塔夫脱与国务卿诺克斯关系密切，在对外和国内事务领域都听取他的意见。历史学家保罗·科莱塔指出，诺克斯不擅外交，而且与参议院、媒体及众多外国领导人关系恶劣，特别是拉美国家领导人。
塔夫脱和诺克斯在重大外交政策目标方面达成广泛共识：美国不干涉欧洲事务，如有必要可以用武力在美洲推行门罗主义。塔夫脱担任总统期间巴拿马运河一直在修（后于1914年通航），保护运河是美国在加勒比地区和中美洲外交政策的核心诉求。联邦政府过去也曾推动美国在海外的商业利益，塔夫脱更进一步，利用美国外交官和驻外领事馆组成网络，进一步推动贸易。塔夫脱希望商业关系能够促进世界和平。他推动英法两国的仲裁条约，但批准条约是宪法赋予参议院的特权，参议院无意与总统分享。

#### 关税与互惠
塔夫脱担任总统期间，共和党的基本立场是利用关税保护国内贸易。1897年的丁利关税就旨在保护美国工业对抗外国竞争。1908年党纲支持修改丁利法案，但没有明确如何操作，塔夫脱对此的理解是降低关税。1909年3月15日，他召集国会特别会议商讨关税问题。
众议院筹款委员会主席塞雷诺·佩恩曾于1908年下半年举行听证，随后提出立法草案。法案整体小幅降低关锐并于1909年4月在众议院通过，但参议院审核期间，财政委员会主席、罗德岛州议员纳尔逊·奥尔德里奇又用大量修正条款提高税率。进步派对此深感愤怒，威斯康星州参议员罗伯特·拉佛莱特敦促塔夫脱表态批评法案与党纲不符，总统没有接受，对进步人士火上浇油。塔夫脱坚持要求从菲律宾进口的大部分产品免税，历史学家唐纳德·安德森表示，对于这些了解充分而且非常在意的事务，塔夫脱的领导能力行之有效。
塔夫脱不赞成反对人士在关税法案加入所得税条款，理由是最高法院此前就已裁定该税违宪。反对派于是提出第十六条宪法修正案，7月上旬通过两院后再送各州批准，最后于1913年开始生效。塔夫脱获得委员会对限制木材税等事务的支持，委员会报告得到两院认可，1909年8月6日塔夫脱签字颁布。《佩恩－奥尔德里奇关税法》生效后马上引起争议，据科莱塔记载：“塔夫脱已经丧失主动，激烈关税辩论中的创伤始终没有愈合”。

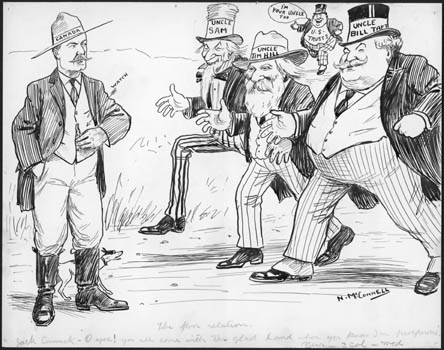
纽顿·麦康奈尔的漫画，加拿大人怀疑塔夫脱等人只对繁荣时的加拿大感兴趣

1910年12月，塔夫脱在国情咨文中呼吁与加拿大达成自由貿易协定。英国此时仍然主控加拿大外交，塔夫脱发现英国和加拿大政府都愿意与美国自由贸易。但是，许多加拿大人反对达成协议，两国曾于1854年签署《额尔金－马西条约》，加拿大人担心美国会像1866年那样只待时机成熟就把加拿大一脚踢开。此外，美国的农场主和渔业组织也反对协议。1911年1月与加拿大官员商议后，塔夫脱将不属于正式条约的协议递交国会，同年7月下旬通过。以总理威尔弗里德·劳雷尔为首的加拿大國會对协议无法达成共识，加拿大人在1911年9月大选中把劳雷尔赶下台，罗伯特·莱尔德·博登继任。最后两国没有达成跨境协议，激烈辩论令共和党内分歧深化。

#### 拉丁美洲
塔夫脱和国务卿诺克斯针对拉丁美洲制订美元外交政策，认为美国投资能让所有参与方获利，同时消除欧洲对门罗主义推行地区的影响。但这项政策应者寥寥，拉美国家不愿沦为美国的金融保护国，许多参议员认为美国不应插手海外。墨西哥政权崩溃，该国随后陷入混乱的墨西哥革命，对塔夫脱外交政策的挑战空前绝后。

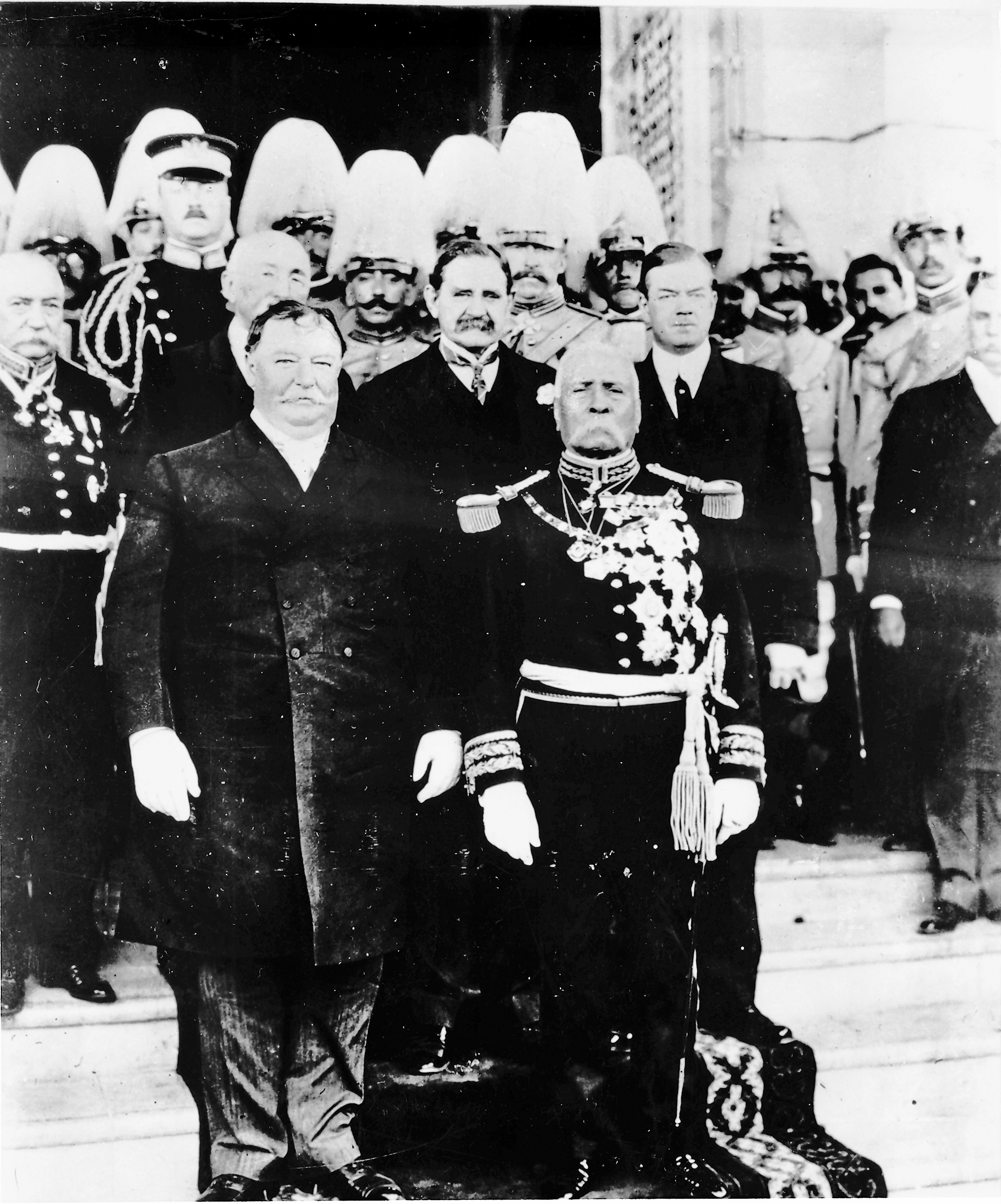
1909年，塔夫脱与墨西哥总统波费里奥·迪亚斯在墨西哥華雷斯城会晤

塔夫脱上任之初，墨西哥就已在波费里奥·迪亚斯的长期独裁统治下日趋动荡，许多墨西哥人支持反对派首脑弗朗西斯科·馬德羅。墨西哥叛军多次穿过两国边境抢夺马匹和武器，塔夫脱下令美国陆军在边境地区演习。他告知军事助手阿奇博尔德·巴特：“我准备镇压叛乱，而且没那么容易收手”。塔夫脱与迪亚斯在德克萨斯州艾尔帕索和墨西哥華雷斯城会晤，以此表示支持迪亚斯，这不但是两国总统首次会晤，还是美国总统首度到访墨西哥。峰会当天，弗雷德里克·羅素·伯納姆和德克萨斯骑警抓到持有手掌手枪的刺客，此人一度冲到距两位总统仅数英尺之遥。迪亚斯在墨西哥大选前囚禁反对派候选人马德罗，后者的支持者拿起武器。最终迪亚斯下台，墨西哥陷入持续十年的革命。美国亞利桑那領地两位公民被杀，十余人受伤，部分是因跨境枪击引起。塔夫脱反对激烈回应并如此指示领地总督。
尼加拉瓜总统何塞·桑托斯·塞拉亚有意撤销授予美国公司的商业特许，美国外交官私下倾向支持胡安·埃斯特拉达为首的叛军。该国欠下许多大国债务，美国不希望另一条运河线路落入欧洲人之手。受美军干预影响，选举产生的塞拉亚接班人何塞·马德里斯无法平息叛乱，埃斯特拉达的势力于1910年8月攻陷首都馬拿瓜。美国迫使尼加拉瓜接受贷款，并派官员确保该国用政府收入还款。尼加拉瓜远未稳定下来，1911年再度发生政变，1912年发生的骚乱更多，塔夫脱派兵控制局势，后来一直到1933年才结束占领。
1903年巴拿马革命引起的争端经巴拿马、哥伦比亚和美国三方条约解决，1909年初，罗斯福跛脚鸭政府签署条约并获参议院和巴拿马批准，但哥伦比亚拒绝批准。1912年大选过后，诺克斯表示愿向哥伦比亚补偿一千万美元，后来最高提升到2500万美元。哥伦比亚认为数额太少要求仲裁，塔夫脱下台时此事仍未解决。

#### 东亚
主政菲律宾的经历令塔夫脱当上总统后依然热心关注东亚事务，他认为美国与欧洲的关系不那么要紧，并出于贸易和投资潜力的考量将驻华大使视为外交领域头号要职。诺克斯对此不敢苛同，谢绝派他前往北京实地考察的建议。塔夫脱认为罗斯福所派大使柔克义对涉华贸易不感兴趣，用麦金莱和罗斯福多次派往欧洲的嘉樂恒取代。但诺克斯对嘉樂恒的政策建议不以为然，两人经常发生争执。塔夫脱和诺克斯力图将海约翰的门户开放政策扩展到满洲，但劳而无功。
1898年，美国企业获得汉口至四川省的铁路特许权，但因该司在美国境外出售多数股权违反协议，清朝政府于1904年撤消协议。清政府从英属香港获得资金赔偿美国公司，条件是如果清朝今后修建铁路需要外国资本投入会优先考虑英国。1909年，以英国为首的财团已开始对华谈判。诺克斯同年五月得知后要求准许美国银行参与，塔夫脱亲自同摄政王载沣商议后美方得以加入，但各方直到1911年5月才签署协议。中方授权协议的法令要求所涉省份地方铁路公司国有化，各股东所获补偿不足，引起的不满与其他因素共同引发辛亥革命。
起义领袖推举孫中山担任后来的中华民国临时总统，推翻清朝统治。美国公众倾向承认新政府，塔夫脱对此不大情愿。1912年2月联邦众议院通过决议支持中华民国，但总统和国务卿认为美国在承认大国新政府上应该与西方其他强国同步。1912年12月，塔夫脱在他最后一份国情咨文中表示打算在中华民国全面建立后承认，届时他已竞选连任落败，无法继续跟进。
塔夫脱延续罗斯福时期政策反对华人和日本移民。1911年美日两国修订并签署友好与通航条约，承诺美国的日本人和日本的美国人享有广泛对等权利，但前提是继续执行《绅士协约》。条约递交参议院批准期间美国西岸部分人士反对，塔夫脱告诉他们移民政策保持不变。

#### 欧洲
塔夫脱反对委派政治金主出任大使要职的传统做法，不希望美国大使都过着穷奢极侈的生活，用他的话来说，希望自己挑选的大使能够一眼看出他人是不是美国人。塔夫脱走访欧洲期间对美国驻法大使亨利·怀特印象很差，决定换人，此举导致国务院其他职业人员担心因政治因素失业。塔夫脱还想换掉罗斯福任命的伦敦大使怀特劳·里德，但里德是《纽约论坛报》业主，曾支持塔夫脱竞选，总统夫妇都很喜欢他报上的八卦，里德留任直到1912年去世。
塔夫脱倡导以仲裁解决国际争端，他与英法两国谈判条约，要求将分歧交由仲裁，条约在1911年8月签署，谈判期间塔夫脱和曾任联邦参议员的诺克斯都没有和参议院商议。此时已经有许多共和党人站到总统的对立面，塔夫脱担心大力宣传条约会导致参议院不批准。他在十月几次讲话中支持条约，但参议院加入的修正条款令他难以接受，条约最后夭折。
虽然没能订立仲裁条约，但塔夫脱政府还是以和平手段解决美英两国许多争端，其中多次就是仲裁。这些争端包括缅因州和新不倫瑞克省之间定居点的边境问题，白令海涉及日本的海豹捕猎权长期争端，以及纽芬兰岛近海的类似渔业分歧。解决捕猎海豹争端的仲裁结果持续生效到1940年被日本废除。

### 国内政策和政治

#### 反垄断

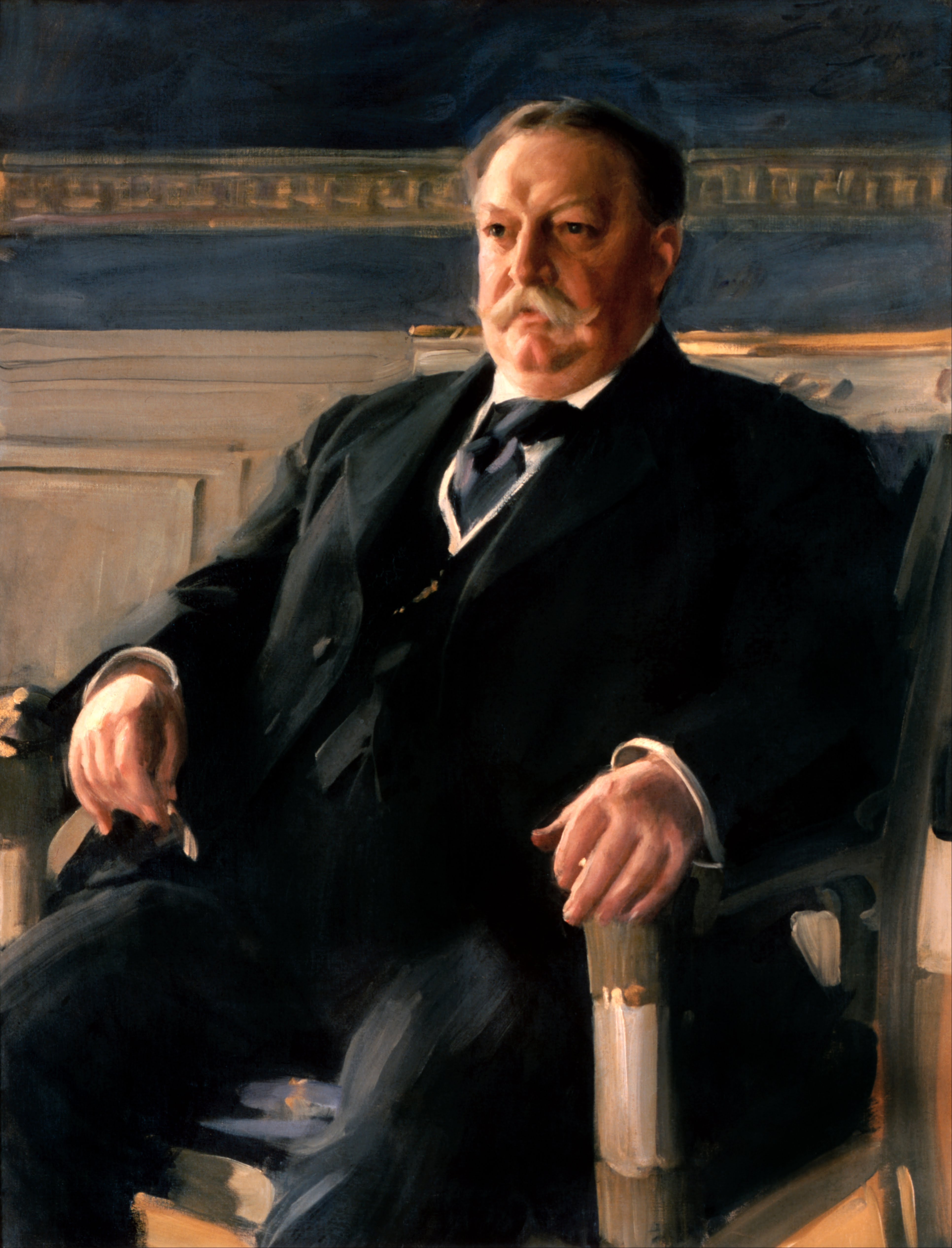
安德斯·佐恩创作的塔夫脱白宫正式肖像

塔夫脱继续罗斯福的执政实践，通过《休曼反垄断法》提起诉讼拆分合并企业。罗斯福担任总统七年共启动40起诉讼，塔夫脱四年启动70起。罗斯福时期起诉标准石油和美国烟草公司的案件于1911年获最高法院裁决支持政府。1911年6月，民主党主控的众议院开始针对美国钢铁公司开展听证，该司在罗斯福执政期间显著扩张，前总统支持他们收购田纳西州煤炭、钢铁和铁路企业，以此制止1907年恐慌继续深化。罗斯福出席听证并为当年决定辩护，塔夫脱担任战争部长期间也曾赞赏该公司的收购。古尔德认为罗斯福很可能受到蒙昧，误以为美国钢铁公司无意收购田纳西企业，但这不过是商业谈判中常见的讨价还价手段，对于罗斯福来说，质疑此事等于质疑他的个人诚信。
1911年11月，司法部起诉美国钢铁公司，要求该司旗下上百家子公司取得独立经营权，将许多知名企业高管和金融家列为被告。案件诉状未经塔夫脱审核，其中还指称罗斯福“被狡猾的企业家蒙蔽助长垄断”。罗斯福对诉状中涉及他和治下行政当局的内容深感冒犯，认为自称不知情的塔夫脱至少存在领导责任。
1911年12月，塔夫脱向国会发出特别讯息，要求复会后修改反垄断法规，国会充耳不闻。1912年起诉农业设备制造商万国收割机公司对塔夫脱政治影响也很大。罗斯福政府曾调查该司，但没有起诉，当时塔夫脱也赞成不起诉。罗斯福出马争夺共和党总统候选人提名时，塔夫脱的支持者宣称罗斯福当年不起诉之举失当，罗斯福非常愤怒，指责塔夫脱等到三年半后面对挑战时旧事重提，对当年他也支持的决定出尔反尔。

#### 平肖－巴林杰之争
罗斯福热心环保，他任命的内政部长詹姆斯·鲁道夫·加菲尔德和国家森林局局长吉福德·平肖等官员对此有志一同。塔夫脱认同环保需要，但觉得应由立法而非行政命令推动。他没有保留俄亥俄州同乡加菲尔德的部长职位，改为任命来自西海岸的前西雅图市长理查德·巴林杰。罗斯福以为塔夫脱之前承诺保留加菲尔德的职位，对内政部长换人颇感意外，此事进一步促使他明白塔夫脱的政策诉求不同。
罗斯福曾收回许多原属公共领域的土地，例如阿拉斯加州原本以为富含煤炭的地区。1902年，爱达荷州企业家克拉伦斯·坎宁安在阿拉斯加州发现煤炭矿藏后提出采矿要求，政府的调查旷日持久，罗斯福下台时仍未结束，其中1907到1908年巴林杰正担任美国土地总局局长。土地总局特派员路易斯·格拉维斯调查坎宁安的主张，内政部长巴林杰1909年批准，但等不及的格拉维斯违反政府协议，离开内政部向平肖求助。
1909年9月，格拉维斯通过杂志文章公开指控巴林杰两度出任公职期间都在为坎宁安谋取利益，如果指控属实，巴林杰就有违避免利益冲突的公务员准则。9月13日，塔夫脱根据司法部长乔治·威克斯汉姆两天前发布的报告开除格拉维斯。平肖决定把事闹大，促使总统也把他开除，塔夫脱很不情愿，担心这会导致还在国外的罗斯福不满。总统要求已当上参议员的羅脫调查，羅脫也主张解职平肖。
塔夫脱对政府官员下达封口令，但平肖吃了秤砣铁了心地要继续闹大。1910年1月，他致信爱荷华州联邦参议员多利佛，声称坎宁安对公共土地的采矿要求属于欺诈，除林业部门的所做所为外，总统也准备批准。普林格指出，身为行政部门下属却用这种手段向立法机构申诉，平肖之举可谓令人大跌眼镜，塔夫脱别无选择只能解除他的职务。心愿得遂的平肖远赴欧洲，去向罗斯福告状。随后的国会调查虽然多数议员认为巴林杰之举没有问题，但格拉维斯律师路易斯·布蘭迪斯证实威克斯汉姆的报告已经过时，令行政机构颇感难堪，塔夫脱只能承认。平肖－巴林杰之争导致进步人士和罗斯福的支持者认为塔夫脱言而无信，背弃罗斯福的主张。

#### 公民权利
塔夫脱在就职演讲中宣布，不会任命非裔美国人出任邮政局长之类联邦公职，以免引起种族摩擦。相比之下，即便白人拒绝与黑人官员打交道，罗斯福也不会因此替换官员。塔夫脱的立场人称“南方政策”，马上就导致白人抗议示威反对黑人官员。塔夫脱从谏如流，解除南方大部分黑人官员职务，在北方任命的非裔美国人官员也很少。
塔夫脱上任时，非裔美国人领袖曾探讨黑人应何去何从。布克·華盛頓认为大部分黑人应该学会做工，少数接受高等教育；W·E·B·杜波依斯以更激进的立场主张平等；塔夫脱倾向华盛顿的主张。据科莱塔所述，塔夫脱要求非裔美国人“安份守己”，这种做法过于短视，“没有看到和遵循历史上与共和党紧密相连的人道主义使命，导致北方和南方的黑人开始投向民主党怀抱”。
塔夫脱是一神论者，在20世纪初主张从积极角度着眼、重新评估天主教历史角色的潮流中发挥主导作用。该潮流力求消除反天主教思想，特别是新教势力不强的西岸地区。菲律宾的美国政府官员、新闻工作者和知名作家承认天主教传教士的贡献，宣扬菲律宾的天主教信仰和文职机构能促进经济和文化发展。塔夫脱是马尼拉的最高美国官员，是此次重新评估活动的发言人。1904年他在印第安纳州的天主教聖母大學演说，称赞“西班牙英雄秉持杰出的事业心、勇气和忠诚对待职责，冒着极其可怕的危险把基督教信仰和欧洲文明带到遥远的东方”（指菲律宾）。他还在1909年称赞胡尼佩羅·塞拉神父推动“加利福尼亚文明的开始”，是了不起的“使徒、立法家和建设家”。
塔夫脱支持自由移民，曾否决国会在工会支持下通过的法案，该法要求开展扫盲测试，对不懂技术的工人限制极大。

### 司法任命

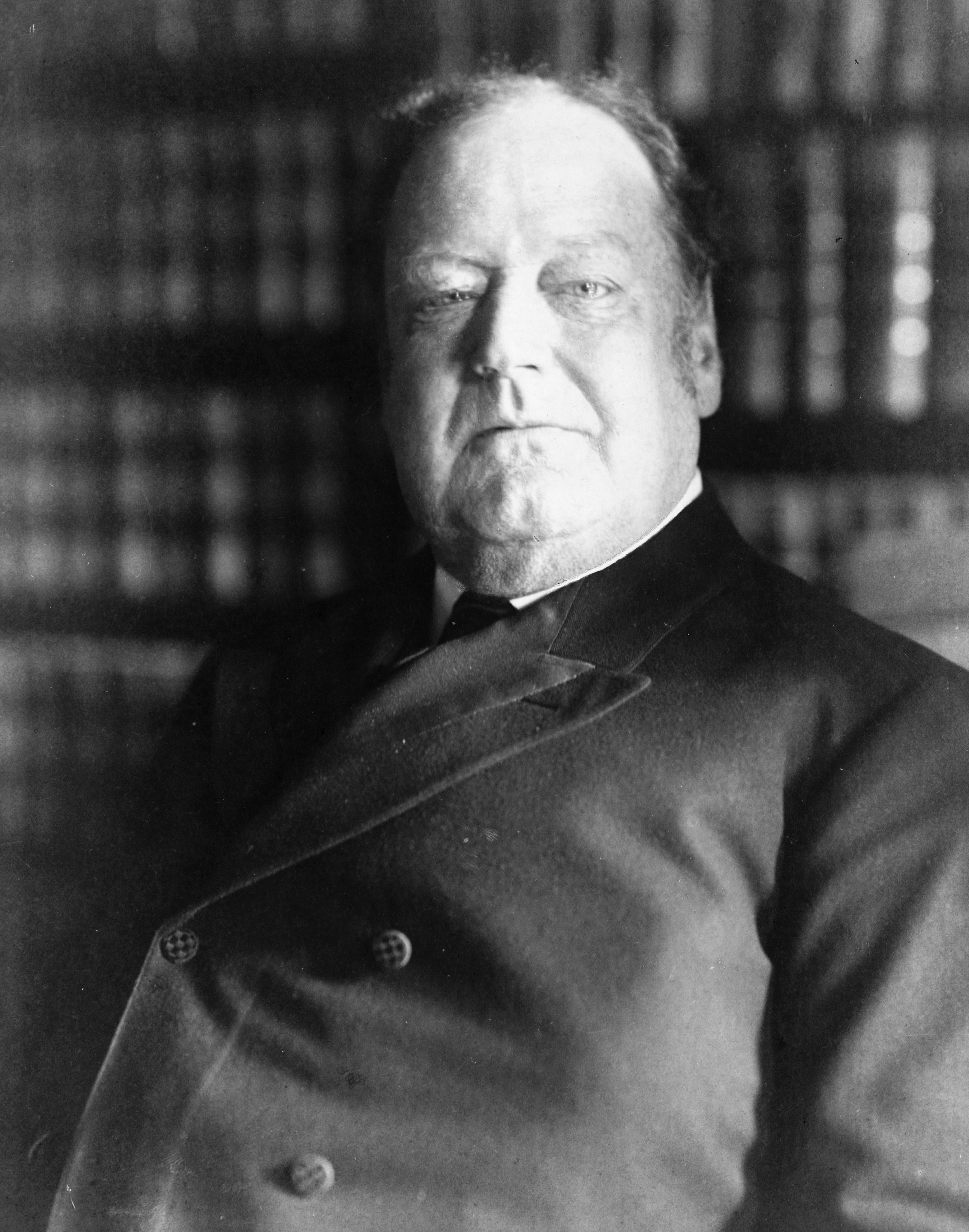
塔夫脱晋升大法官爱德华·道格拉斯·怀特出任美国首席大法官

塔夫脱共任命六人进入最高法院，数量在历任总统中仅次于乔治·华盛顿和富兰克林·德拉诺·罗斯福。1909年10月鲁弗斯·佩克汉姆去世，塔夫脱任命老友兼第六巡回上诉法院同僚、乔治亚州法官贺拉斯·路顿，他曾敦促罗斯福任命路顿进入最高法院，但前总统没有同意。司法部长威克斯汉姆反对，指出路顿是民主党人，还曾是邦联军人而且已经65岁，但塔夫脱还是在1909年12月13日提名，参议院在一周后口头表决确认。路顿至今仍是就职时最年长的最高法院大法官，休斯第二次进入最高法院接替塔夫脱时已67岁，但职位是首席大法官。历史学家乔纳森·卢里认为，塔夫脱此时深受关税和保守派争议困扰，想要从官方途径做出点成绩聊以自慰，更重要的是他觉得路顿完全有资格进入最高法院。
1910年3月28日，戴维·乔西亚·布鲁尔去世，塔夫脱提名纽约州州长休斯。他还告诉休斯，如果首席大法官位置出缺，他很可能提名休斯继任。参议院很快便确认休斯的提名，但首席大法官富勒又在同年7月4日谢世。塔夫脱用五个月时间考虑替换人选，最后他选择晋升爱德华·道格拉斯·怀特大法官，怀特也成为史上首位晋升美国首席大法官的最高法院大法官，此后只有哈伦·菲斯克·斯通和威廉·伦奎斯特获同等待遇。卢里指出，塔夫脱想当首席大法官，所以选择任命更年长的怀特。休斯比他年轻，后来也的确比他活得更久。为填补怀特的大法官席位，塔夫脱提名来自怀俄明州的联邦上诉法院法官威利斯·凡·德凡特。1910年12月提名怀特和凡·德凡特时，威廉·亨利·穆迪又因病退休，所以总统提名路易斯安那州民主党人约瑟夫·拉马尔；塔夫脱曾在打高尔夫球时见过拉马尔，后来得知他是法官而且声誉很好。
1911年10月哈伦大法官去世，塔夫脱得到第六次填补最高法院空缺的机会。国务卿诺克斯谢绝任命后，总统提名新泽西州最高法院大法官马隆·皮特尼。马特尼至今仍是最后一位没有在法学院学习过的最高法院大法官，与塔夫脱任命的另外五位大法官相比，他过往的立场更加倾向于反对劳工权益，也只有他在参议院确认时遭遇反对票，投票结果是50票赞成，26票反对。
塔夫脱共任命13位联邦上诉法院法官和38位联邦地区法院法官，还有各种专业法院的法官，如联邦商务法院和联邦关税暨专利上诉法院的前五名法官。商务法院1910年设立，源自塔夫脱建议设立的专业法院，负责审理州际贸易委员会上诉。该院设立引来许多人反对，特别是在法官罗伯特·沃德罗·阿奇堡尔德1912年因腐败问题受到弹劾，并在第二年被参议院解职后。塔夫脱否决国会要求废除商务法院的法案，但伍德罗·威尔逊在1913年10月签署类似法案。

### 1912年大选

#### 与罗斯福分道扬镳
1909年3月至1910年6月，罗斯福在大西洋彼岸停留15个月，两人基本没有通信往来。卢里认为两人都在等对方踏出第一步，拉开彼此关系的新篇章。罗斯福风光归国之际，塔夫脱邀请他前往白宫。前总统谢绝邀请，在写给朋友的私人信件中表示对塔夫脱感到失望。不过，罗斯福还是在信中表示希望塔夫脱1912年再获共和党提名，而且没有表示亲自参选的意向。
塔夫脱和罗斯福1910年两度会晤，两人表面依然和善，但已经没有往日的亲密感。1910年夏末秋初，罗斯福在西部各地演说，谴责最高法院1905年对洛克纳诉纽约州案的裁决。他指责联邦法院破坏民主，呼吁剥夺大法官的司法审查权。塔夫脱虽然私下里也认为洛克纳案裁决失当，但对前总统如此直接地攻击最高法院深感惊恐。罗斯福呼吁“消除出于政治目的的企业支出，对铁路财产实物估价，监管企业合并，设立出口关税委员会并征收累进所得税”，他还主张制订工人赔偿法，各州和国家立法机关管控女工和童工，全面公开竞选支出。约翰·墨菲以两位总统分道扬镳为主题的期刊文章指出：“罗斯福开始转左，塔夫脱转右”。
罗斯福在1910年中期选举竞选期间投身纽约政坛，塔夫脱试图通过捐款并施加影响确保前俄亥俄州副州长、共和党候选人沃伦·盖玛利尔·哈定拿下州长选举。共和党在1910年选举中损失惨重，民主党占据众议院多数席位，参议院的共和党优势也大幅缩减。民主党人伍德罗·威尔逊当选新泽西州州长，哈定在州长选举中失利。
罗斯福接下来继续倡导进步的新民族主义理念，令塔夫脱非常失望。罗斯福批评塔夫脱政府，声称其主导原则不属于林肯的政党，而是镀金时代产物。1911年没有什么重要选举，双方争议时起时息。威斯康星州联邦参议员拉佛莱特宣布争夺共和党总统候选人提名，进步人士大会表态支持。罗斯福1911年下半年开始摆出再度竞选总统的架势，声称总统不竞选第三个任期的传统只针对连续任期。
许多支持者来信敦促罗斯福参选，共和党官员代表他建立组织。罗斯福之前担任总统时，许多政策都被国会和法院阻止，但如今公众的支持令他信心大增，相信能轻松夺回白宫推行进步政策，而且不会再有人反对。1912年2月，罗斯福宣布愿意接受共和党提名。塔夫脱别无选择，在他看来，输掉11月的普选是党派失利，但要是输掉提名，那就是个人的耻辱。塔夫脱不愿反对当初帮他走上总统宝座的罗斯福，但当上总统后他决心争取连任，这就不可能坐视罗斯福当选。

#### 初选和大会

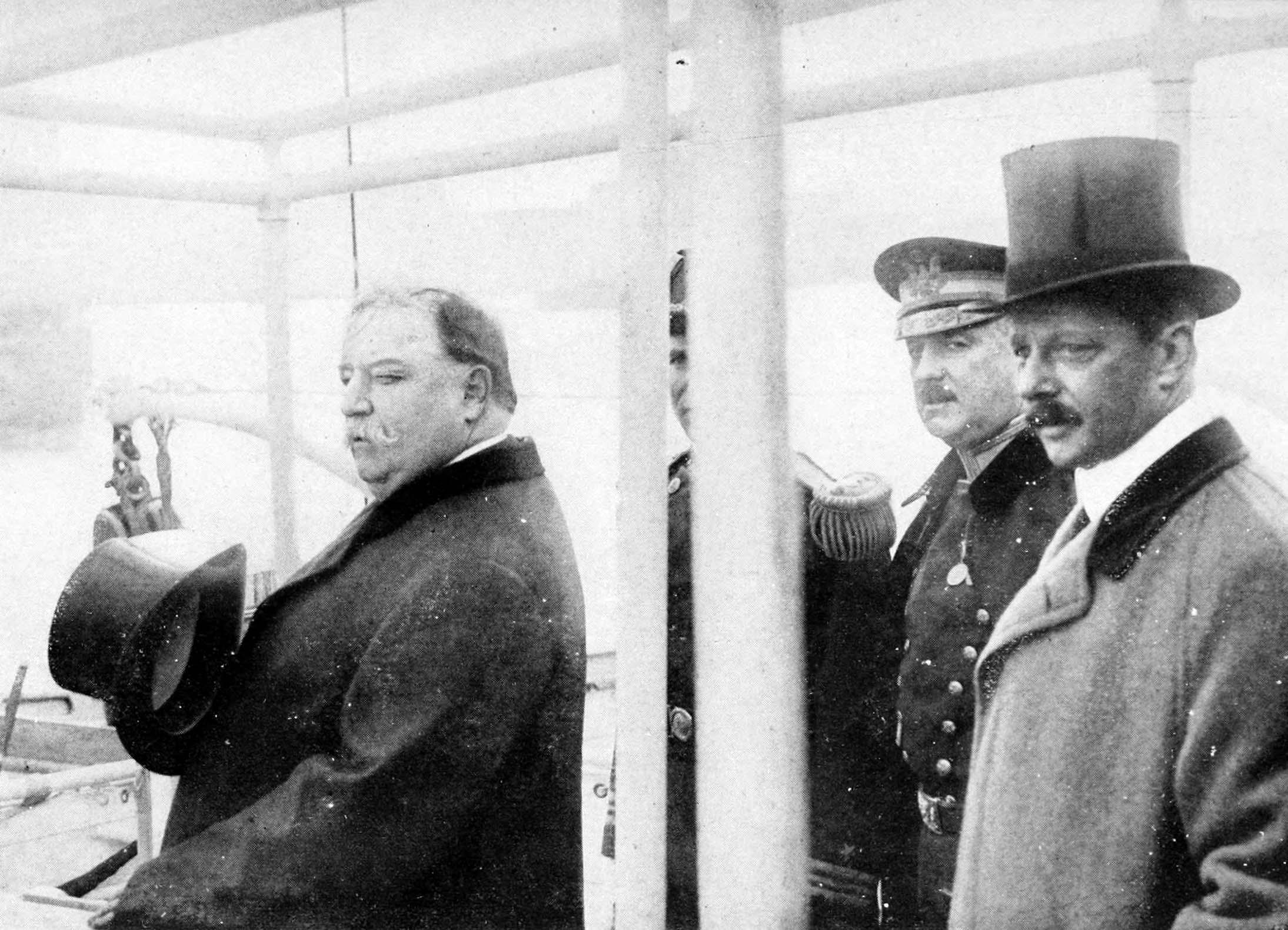
塔夫脱与阿奇博尔德·巴特（右二）

罗斯福在进步主义道路上越走越远，塔夫脱认为进步主义威胁政府根基，决心夺得党派提名。曾在罗斯福手下任职的阿奇博尔德·巴特前往欧洲度假，后随泰坦尼克号沉入大西洋。塔夫脱与罗斯福的联系本就寥寥无几，巴特去世令他深受打击。

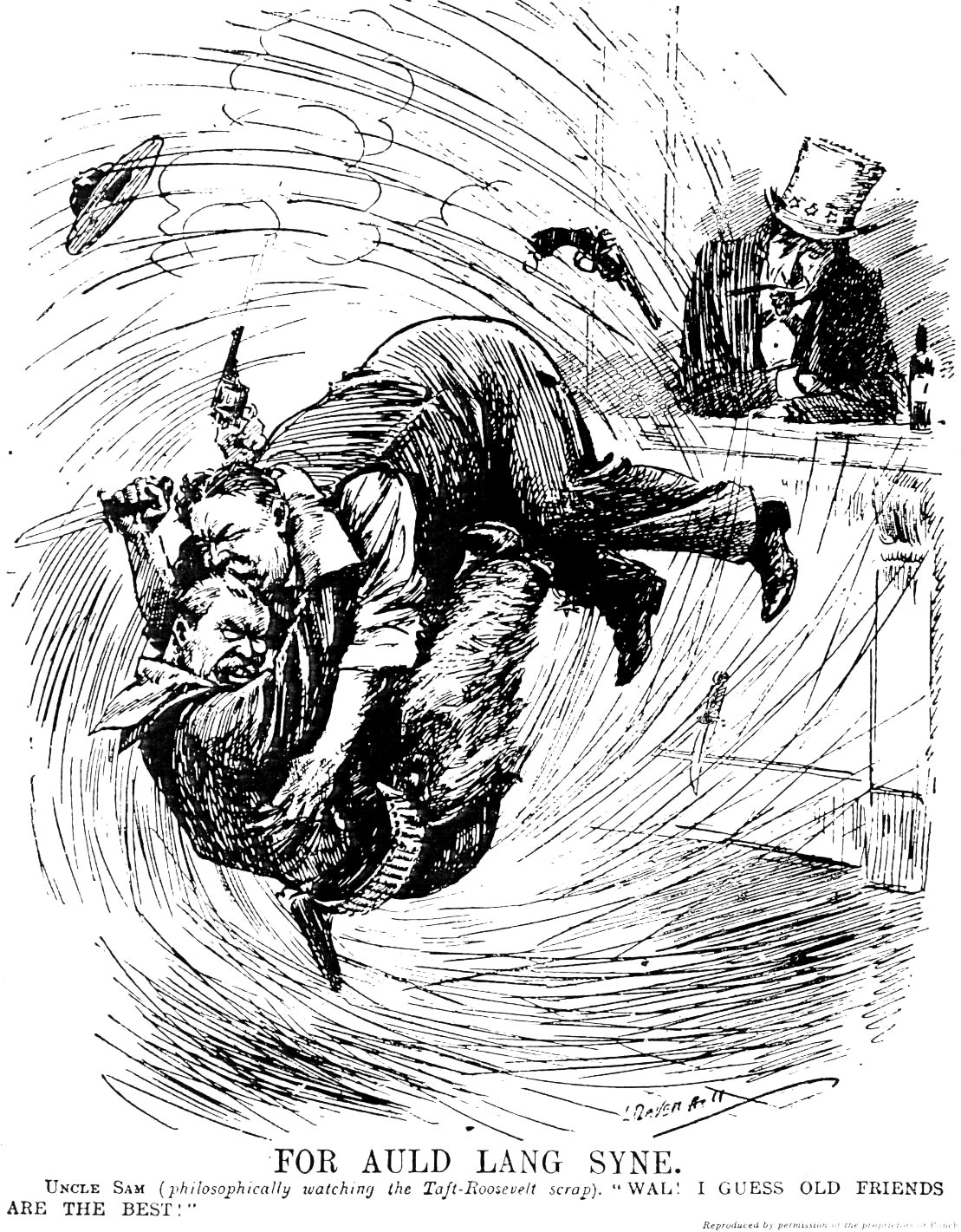
塔夫脱与罗斯福——1912年的政敌

罗斯福在初选所向披靡，确定初选结果的1912年共和党全国大会在芝加哥举行，362名代表中罗斯福拿下278票。塔夫脱掌控党派政治机器，所以毫不意外地获得各选区和州大会多数代表支持。支持塔夫脱的代表未达绝对多数，但只要争取到南方代表团就很可能胜出。罗斯福质疑代表推举不当，共和党全国委员会驳回他的大部分反对意见，所以他唯一的机会就是争取大会主席支持，希望主席在代表席位上的裁决对自己有利。塔夫脱遵循传统留在首都，但罗斯福亲赴芝加哥竞选，他在演讲中对支持者表示：“现在是最危险的时刻，我们是为神而战”。
塔夫脱争取到羅脫的支持，说服他同意竞选大会临时主席，罗斯福也推举人选，但羅脫胜出。罗斯福势力转为要求替换他们认为没资格当代表的人选。此时羅脫的裁决至关重要，规定有争议的代表不能把票投给自己，但可以投给其他争议人选，最后罗斯福的势力以507票对567票失利，塔夫脱获提名已成定局。显然，罗斯福如果拿不到提名，共和党将四分五裂，会上部分代表想推举妥协人选避免选举灾难，但于事无补。哈定提名塔夫脱后讲话称赞总统并力图团结党派，但很快就被愤怒的进步人士打断。塔夫脱在第一轮投票胜出，大部分罗斯福的支持者拒绝投票。

#### 竞选与落败

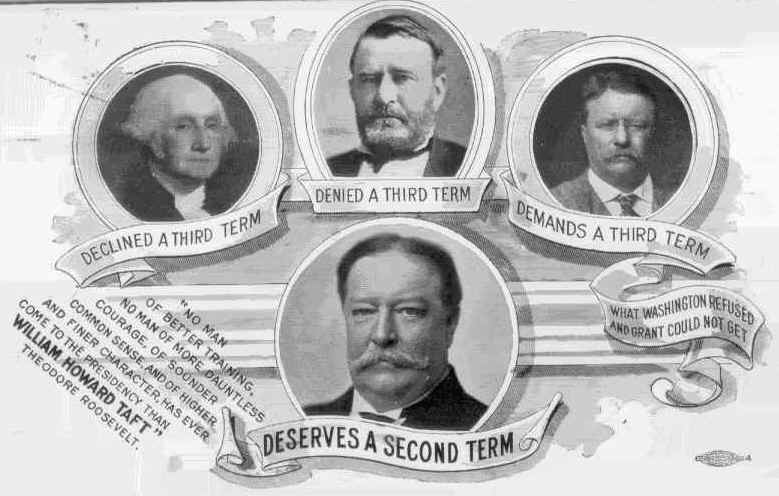
主张塔夫脱理应连任的竞选广告

罗斯福及其支持者宣称塔夫脱窃取提名，自行组建进步党。塔夫脱知道普选无望，但依然认定有必要从罗斯福手中抢到提名，维护共和党身为“保守政府和保守机构守护神”的地位。在他看来，选举虽然注定要失败，但却是为保持共和党在保守派控制下的必要斗争。民主党候选人是新泽西州州长伍德罗·威尔逊，他认为罗斯福的威胁更大，基本没有攻击塔夫脱。威尔逊声称，自己才是真正的改革派，罗斯福当总统时根本没有积极反对托拉斯。塔夫脱用他主张的“进步保守主义”与罗斯福的进步民主对比，声称进步民主就是要建立“仁慈的专制”。

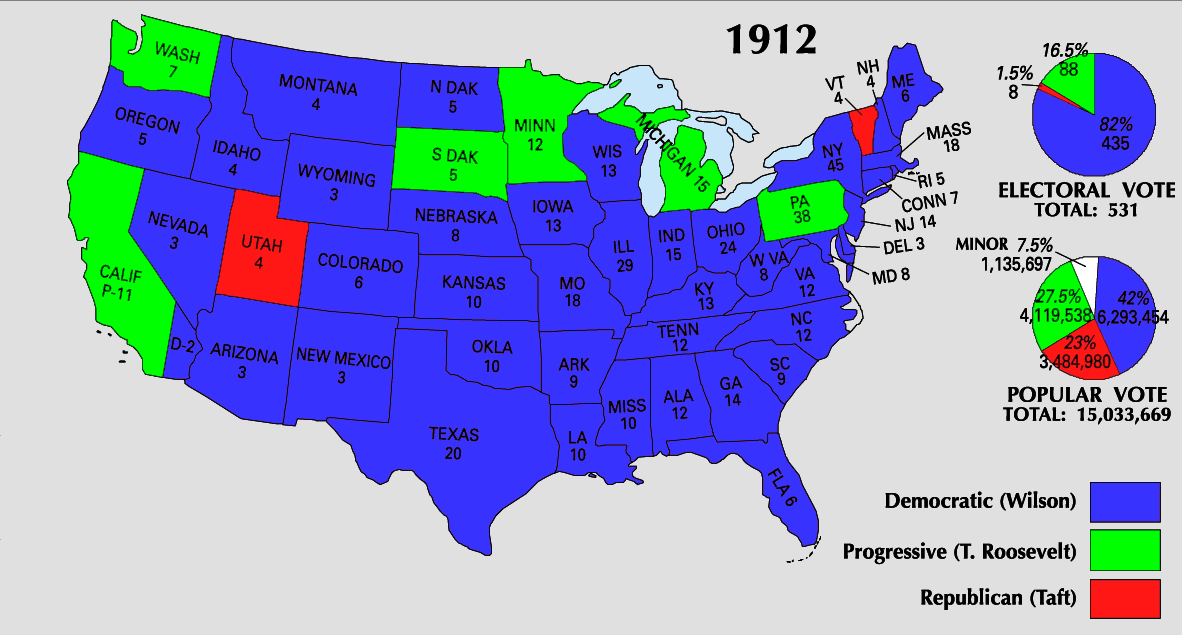
1912年大选结果，红色是塔夫脱胜出，绿色罗斯福获胜，蓝色威尔逊拿下，数字代表各州选举人票数

塔夫脱基本遵循1888年前总统争夺连任不积极竞选的传统，只在8月1日接受提名时公开演说。企业家认定他毫无胜算，不如支持威尔逊来阻止罗斯福，所以塔夫脱根本无法为竞选筹集足够资金。共和党在九月佛蒙特州三党争雄的选举中以微弱优势胜出，塔夫脱一度发表颇具信心的声明，但从未幻想赢得大选。他曾希望内阁官员为竞选出力，但却发现他们根本没有意向，只有参议员羅脫为他演讲一次。
副总统舍曼获得共和党大会提名，但在竞选期间病重，最后在选举日六天前去世，是最后一位在任上去世的美国副总统。哥伦比亚大学校长尼古拉斯·默里·巴特勒接棒，但他和总统最后只拿下犹他州和佛蒙特州，仅八张选举人票，创下共和党总统候选人新低，直到1936年被阿尔夫·兰登追平。罗斯福拿下88票，威尔逊以435票当选。普选数方面威尔逊虽然得票最多，但没有超过总票数的一半。塔夫脱只有350万普选票，比前总统还少60万余票。此外，加利福尼亚州和南达科他州进步党人还确保塔夫脱没有在两州参选的资格。

## 返回耶鲁（1913至1921年）
塔夫脱离开白宫后既无退休金也没有任何政府可能提供的补偿，计划返回已经生疏多年的律师岗位。考虑到他任命的联邦法官很多，其中包括最高法院大部分大法官，塔夫脱如果作为律师走上联邦法院，很可能因利益冲突引发争议。所幸此时耶鲁法学院邀请他出任肯特法学和法律史教授，塔夫脱接受后在乔治亚州度假一个月，然后在1913年4月1日抵达纽黑文并受到热烈欢迎。此时新学期已经开始太久，不适合他再上学术课，塔夫脱于是备课八节“现代政府问题”讲座并在五月宣讲。他靠演讲并在杂志发表文章赚钱养家，离任八年存款反倒增多。1916年，塔夫脱在耶鲁大学完成论文《首席裁判官及其权力》。

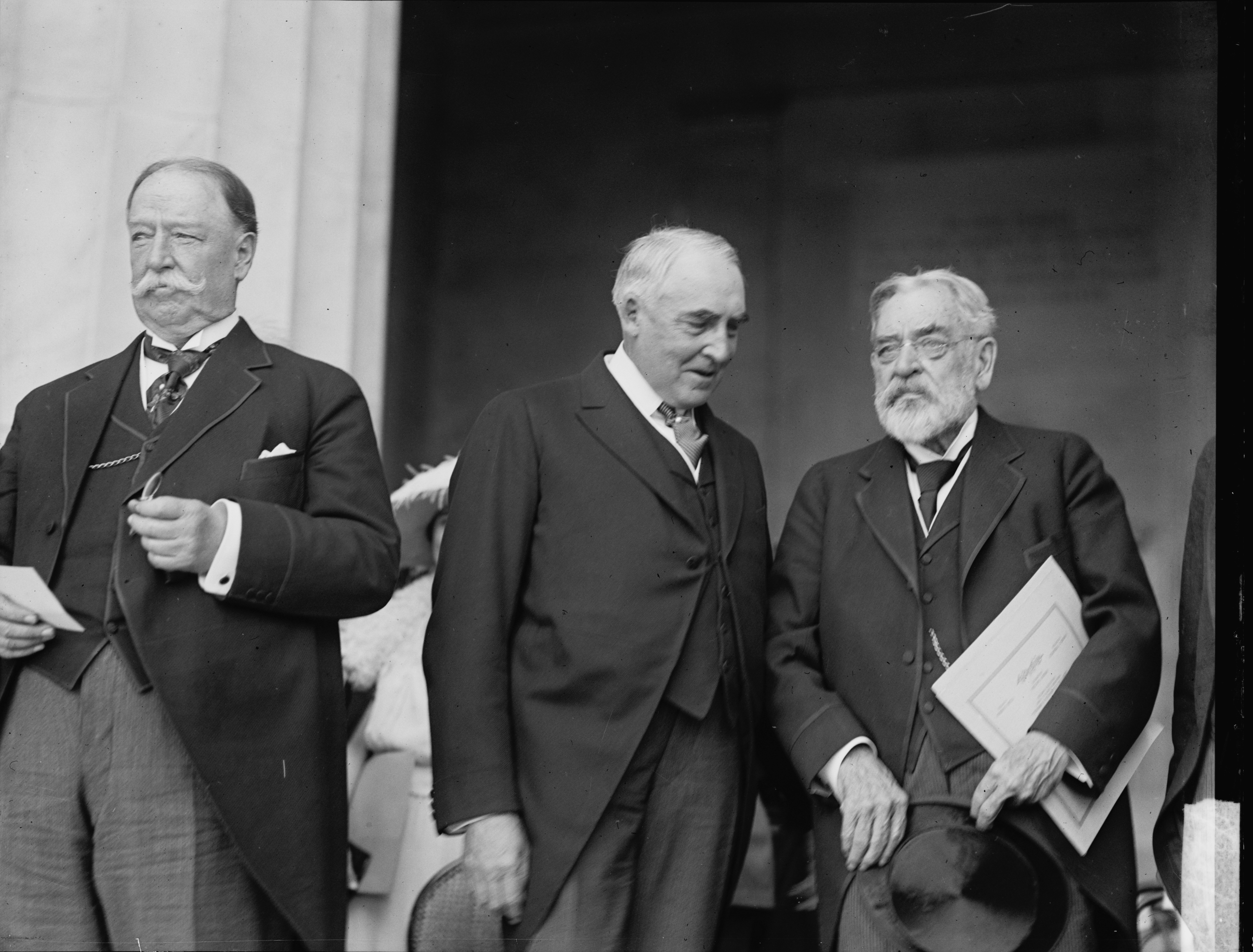
1922年5月30日，塔夫托（左）、沃伦·盖玛利尔·哈定总统和羅伯特·托德·林肯参加林肯纪念堂落成仪式

塔夫脱担任总统期间曾是林肯纪念堂委员会主席，民主党人提议用党内同胞换掉前总统时，塔夫脱笑称输掉总统席位倒没什么感觉，丢掉这个位置才真伤人。建筑师亨利·贝肯想用科罗拉多州的尤尔大理石修建纪念堂，但南方民主党人要求使用乔治亚州大理石。塔夫脱为贝肯的主张游说，美术委员会最终支持前总统和建筑师。纪念堂开建后，塔夫脱将于1922年以首席大法官的身份为纪念堂揭幕。1913年，塔夫脱当选美国律师协会主席，任期一年。在任期间，他将路易斯·布蘭迪斯和宾夕法尼亚大学法学院院长威廉·德雷珀·刘易斯（支持进步党）等对手踢出委员会。
塔夫脱和威尔逊亲切对待彼此。塔夫脱虽然私下批评威尔逊的部分政策，但只对菲律宾事务公开发表见解。1916年1月拉马尔大法官去世，总统提名布蘭迪斯，令塔夫脱非常震惊，他一直没有忘记布蘭迪斯在平肖－巴林杰之争中所起的作用。参议院的听证会没有发现总统提名人选存在任何问题，塔夫脱插手干预，信上有他与其他前美国律师协会主席的签名，声称布蘭迪斯不适合进入最高法院，但民主党主控的参议院依然确认提名。塔夫脱和罗斯福的关系依然紧张，威尔逊上任的前三年里，两人只在耶鲁大学某次葬礼上见面，简短的交谈礼貌、正式而疏远。
担任强制和平同盟会主席期间，塔夫脱希望通过国际间的国家协会组织防止战争。第一次世界大战在欧洲肆虐期间，塔夫脱于1915年向威尔逊表示支持他的对外政策。总统接受塔夫脱邀请在同盟会讲话，并在1916年5月的演讲中提倡建立战后国际组织，防止战争复发。塔夫脱支持促使休斯大法官辞职接受共和党提名竞选总统，休斯辞职后力求罗斯福与塔夫脱和解，相信只有团结一致才能战胜威尔逊。10月3日，罗斯福与塔夫脱在纽约见面，但罗斯福只愿握手，没有发表只言片语。除此以外，共和党人在竞选期间依然困难重重，最后威尔逊以微弱优势连任。
1917年3月，塔夫脱加入康涅锹格州防卫队，以行动公开表示支持积极参与战争。1917年4月威尔逊要求国会向德国宣战，塔夫脱极力支持。塔夫脱还是美國紅十字會执行委员会主席，这份职务占用他大部分时间。1917年8月，威尔逊授予红十字会高管军衔，方便他们在战时开展工作，塔夫脱官拜少将。
战争期间，塔夫脱为主持美国战时劳工委员会运作离开耶鲁，负责确保企业主与职工关系良好。1918年2月，共和党全国委员会新任主席威廉·海斯联系塔夫脱，希望他能与罗斯福和解。同年五月，塔夫脱入住芝加哥布莱克斯通酒店期间得知罗斯福和支持者在此用餐，他主动前去见面。两人在众人的掌声中拥抱，但关系尚未超出礼仪范围，罗斯福就于1919年1月辞世。塔夫脱后来表示：“或许他死时仍对我抱有敌意，对此我抱憾终生。我永远爱他、怀念他”。
威尔逊建议以凡尔赛条约部分条款为基础建立國際聯盟，塔夫脱公开表示支持。他没有和政党步调一致，共和党参议员此时还不愿批准条约。随后塔夫脱在是否应该对条约增加保留条款的问题上立场调头，导致双方都对他非常不满。威尔逊政府视他为路人，共和党人称他是党的叛徒和威尔逊支持者。参议院最后拒绝批准凡尔赛条约。

## 首席大法官（1921至1930年）

### 任命

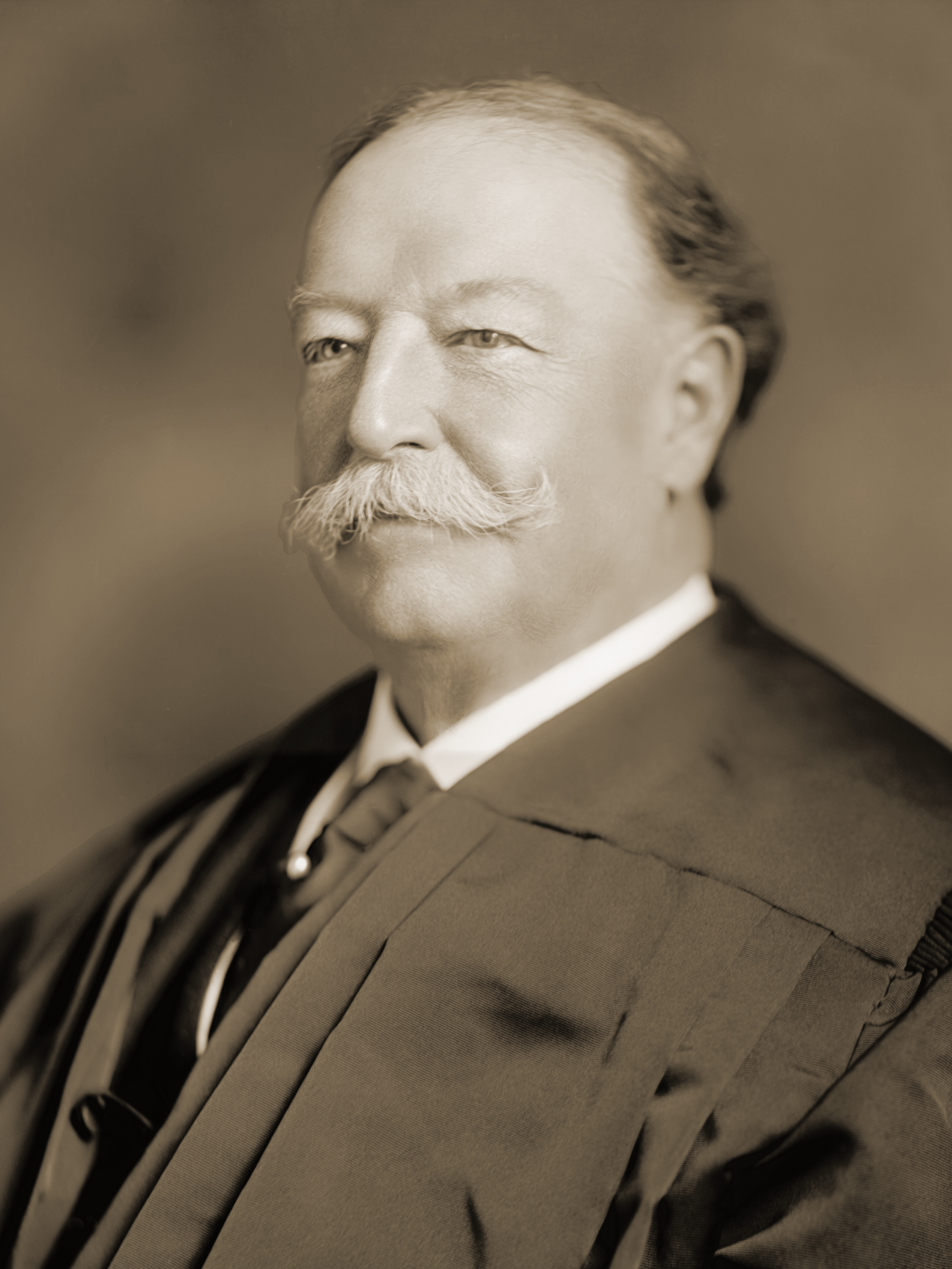
塔夫脱首席大法官，摄于1921年左右

塔夫脱在1920年大选期间支持共和党候选人、联邦参议员哈定和马萨诸塞州州长卡尔文·柯立芝，两人顺利当选。塔夫脱应邀前往总统当选人在俄亥俄州马里昂的故居，为新总统任命官员提供建议。塔夫脱与哈定在1920年12月24日会晤，据塔夫脱事后回忆，两人交谈期间，哈定随口问起塔夫脱是否愿意接受任命进入最高法院，如果是他就愿意提名。塔夫脱提出一项条件，他当过总统、此时的最高法院有两名大法官是他任命，并且最高法院还有对头布蘭迪斯，塔夫脱只会接受首席大法官席位。哈定没有回答，塔夫脱在感谢信中重申他的条件，还称首席大法官怀特多次向他表示，自己就是在为塔夫脱继续坚持任职，只等共和党总统上台。1921年1月，塔夫脱从中间人口中得知哈定计划在有机会时任命他执掌最高法院。
怀特此时身体虚弱，但1921年3月4日哈定宣誓就职时仍未辞职。3月26日塔夫脱致电首席大法官，发现对方已经生病，但仍坚持工作而且无意退休。怀特最终于1921年5月19日在任上去世，塔夫脱参加追悼仪式后开始焦急地等待，不知哈定是否会提名他继任。外界普遍推测总统会提名前总统出任首席大法官，但哈定没有马上宣布。塔夫脱私下游说争取，特别是向组成总统核心圈子的俄亥俄州政治家。
哈丁推迟提名的重要原因是他还承诺提名犹他州联邦参议员乔治·萨瑟兰进入最高法院，所以想等上一段时间看看法院会否再度出缺。总统还曾考虑威廉·R·戴大法官的提议，戴希望当上首席大法官，为职业生涯增添姿彩，承诺会在上任六个月后辞职。塔夫脱得知后认为，如此短暂的任职时间对首席大法官行使职责不利，进而影响职位威信；而且一旦参议院确认提名，戴现有的声望都会受到不利影响。哈定拒绝戴的提议后，支持塔夫脱继任的司法部长哈里·M·多尔蒂敦促总统填补最高法院空缺，哈定于是在1921年6月30日提名塔夫脱。参议院仅在执行会议上短暂辩论就于当天以61票赞成，四票反对确认提名，没有任何委员会听证。投反对票的三人是进步共和党人，一人是南方民主党人。时至今日，塔夫脱仍是唯一出任过美国总统和美国首席大法官两大要职的人。

### 塔夫脱法院成员时间轴
麦金莱任命 罗斯福任命 塔夫脱任命 威尔逊任命 哈定任命 柯立芝任命

### 法学

#### 贸易条款
塔夫脱执掌期间，最高法院对宪法贸易条款的法理解读趋于保守，从实际层面导致联邦政府难以管控企业；塔夫脱法院还取消众多州法。法院中的自由派只有布蘭迪斯和霍姆斯，哈伦·菲斯克·斯通1925年加入，他们有时提出异议，主张有序进步必不可少，但大部分情况下支持多数派意见。
怀特法院曾于1918年在“哈默诉戴根哈特案”裁定国会限制童工的法律违宪。国会此后试图向雇佣儿童的企业征税来制止童工，但最高法院又在1922年的“贝利诉德雷克塞尔家具公司案”中以八比一推翻国会立法，塔夫脱撰写法院多数意见。最高法院主张，国会税法不是为了增加收入，而是要管控根据宪法第十条修正案只有各州才能管控的事物，容许这种税法就会消除各州的权力。同年塔夫脱法院在“斯塔福德诉华莱士案”（Stafford v. Wallace）以七比一维持联邦法规，塔夫脱起草的多数意见认为，养殖场动物加工与州际贸易紧密相关，所以在国会监管权力范围内。
1923年，最高法院在以五比三裁决“阿德金斯诉儿童医院案”（Adkins v. Children's Hospital），这次首席大法官是其中的少数派。萨瑟兰起草的法院多数意见认为，不久前生效的第十九条修正案保证女人选举权，这表明谈判工作待遇时男女地位平等，国会的最低工资法只保障哥伦比亚特区女工人的最低工资，没有做到男女平等。塔夫脱的少数意见认为多数派看法不切实际。入主最高法院期间，塔夫脱极少发表异议，而且很少从宽泛视角解读政府治安权，阿德金斯是其中难得的例外。

#### 政府权力
1922年，塔夫脱法院在“巴尔扎克诉波多黎各案”（该案是海岛系列案例的组成部分）一致裁定波多黎各虽属美国领地但不是州份，所以不适用保护美国公民权利的宪法修正案，因此原告巴尔扎克对第六条修正案陪审团审判权的主张不成立。

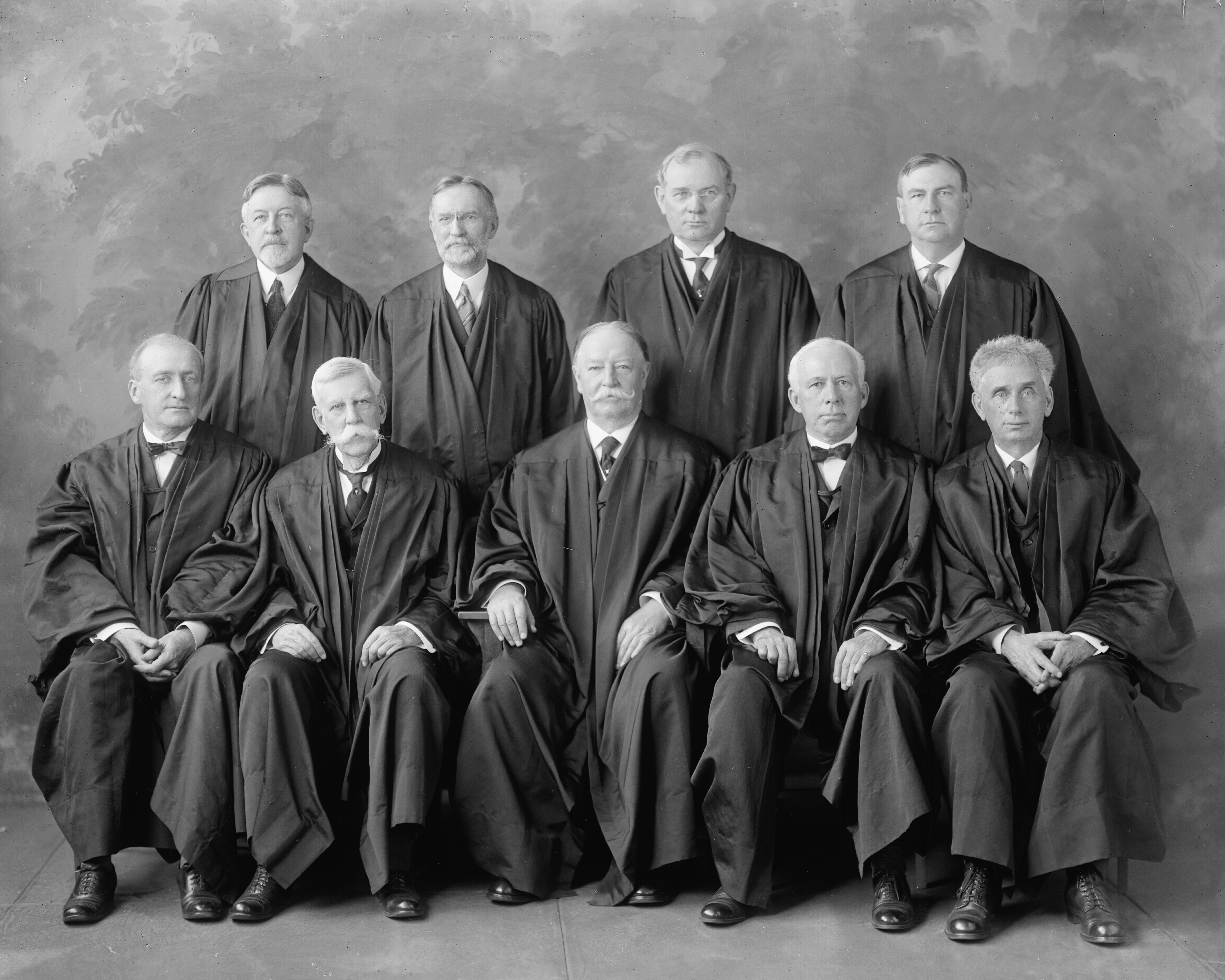
1925年美国最高法院集体照，塔夫脱坐在下排中间

1926年，最高法院在以六比三裁定“迈尔斯诉美国案”，塔夫脱起草的判决书认为，国会无权要求总统撤职任命官员前获得参议院批准，因为宪法没有限制总统免职官员的权力。迈尔斯案所涉撤职官员是邮政局长，但塔夫脱的意见认为本案还不足以废除《任期法》（Tenure of Office Act），前总统安德鲁·约翰逊曾因违反该法受国会弹劾，但最终参议院裁定罪名不成立。塔夫脱认为迈尔斯案是他最重要的判决。
1927年，最高法院在“麦格伦诉多尔蒂案”首次裁定宪法授权国会强迫证人出庭作证。国会委员会调查前司法部长道格蒂是否牵涉茶壺山醜聞案，为此传召道格蒂的哥哥马利（Mally）提供记录。马利拒绝合作，指称国会无权从他手中获取文件。最高法院一致裁定道格蒂败诉，凡·德凡特起草的判决书认为国会有权开展调查，以此辅助立法职能。

#### 个人权利
1925年，塔夫脱法院为权利法案对个人权利的各项保护通过第十四条修正案合并应用各州奠定基础。法案在“吉特洛诉纽约州案”以六比二维持吉特洛的有罪判决，塔夫脱虽是多数方，但多数意见是爱德华·桑福德（Edward T. Sanford）起草，无论多数还是少数意见（霍姆斯起草，布蘭迪斯附议）都认为第一条修正案保障言论和新闻出版自由的条款同样适用各州。
1925年，塔夫脱法院在“皮尔斯诉姐妹会案”一致裁定推翻俄勒冈州的私立学校禁令。詹姆斯·克拉克·麦克雷诺兹起草的判决书主张，州政府可以规管私立学校，但无权禁止。法院判决认定父母有控制子女教育的权利，但因首席原告（姐妹会）开办的是天主教学校，判决对宗教信仰自由打击很大。
1922年的“美国诉兰扎案”事涉禁酒令。兰扎涉嫌触犯州法和联邦法律，华盛顿州法院裁定罪名成立后他又受到联邦地区法院起诉。被告主张，第二次起诉违反第五条修正案的双重审判条款。最高法院一致裁定兰扎败诉，塔夫脱起草的判决书指出，州政府和联邦政府拥有双重主权，双方都有权起诉违反其法律的行为。

### 行政和政治影响

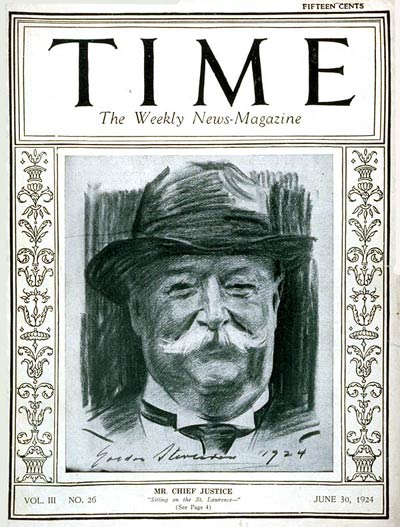
1924年6月30日《時代雜誌》封面

塔夫脱利用首席大法官职权影响其他大法官的决定，敦促全体一致裁决，劝阻异议。阿尔菲斯·梅森（Alpheus Mason）在《美国律师协会期刊》（American Bar Association Journal）发文指出，塔夫脱从宽理解首席大法官的权力，但对他曾经出任的美国总统权力却主张严格限制。塔夫脱认为，白宫任命最高法院大法官时，他完全可以提出意见，同时对媒体的批评颇感气愤。他在哈定1923年去世后坚定支持柯立芝总统，但对新总统选择的大法官人选非常失望，对继任柯立芝位置的赫伯特·胡佛也有同样看法。执掌最高法院期间，塔夫脱建议共和党总统避免布蘭迪斯或霍姆斯这类“越位”任命。不过，他曾在1923年赞赏布蘭迪斯工作努力，霍姆斯已到年老体弱需要车辆代步时仍坚持工作。
塔夫脱主张首席大法官对联邦法院负责，希望能有行政下属协助工作，还认为首席大法官应该有权临时调任法官。塔夫脱觉得联邦法院运作不力，许多下级法院就像最高法院一样有大量案件积压。他上任后很快就与司法部长道尔蒂商议提出新法规，并在国会听证、法律期刊和全国各地的演讲中表达立场。1921年12月国会开幕审议法案，建议新增24名法官，授权首席大法官临时调动法官消除积压案件，还准许他主持各巡回法院资深上诉法官联合召开的司法会议。国会反对法案部分内容，要求塔夫脱在获得相应巡回法院资深法官同意后才能调派法官。1922年9月国会通过法案，首次资深巡回法官司法会议同年12月召开。
最高法院一直有审不完的案件，这其中除战时诉讼外，还包括巡回上诉法案审理的案件，根据法律，如果案件涉及宪法问题，败诉方有权向最高法院上诉。塔夫脱认为上诉案在巡回法院审结即可，只有重大案件才需大法官审理。他与其他大法官提出法案，建议最高法院对大部分积压案件有酌处权，只有大法官下达调卷令的案件才需最高法院全面审议。令塔夫脱颇感郁闷的是，虽有他和其他大法官游说，但国会依然花费三年时间才通过《法官法》，1925年2月生效。同年下半年，塔夫脱终于看到积压案件显著减少。
塔夫脱上任时，最高法院还没有专门的办公楼，只能在国会大厦办公和开会。办公室杂乱无章、人满为患，但富勒和怀特都反对新建最高法院大楼。1925年，塔夫脱开始争取新建最高法院办公楼，国会两年后拨款买下国会大厦南面土地。卡斯·吉尔伯特（Cass Gilbert）制订建筑方案后获政府聘用负责建筑大楼，塔夫脱期望看到最高法院搬进新大楼，但事与愿违，他去世五年后大楼才于1935年建成。

## 身体恶化与谢世（1930年）
塔夫脱素有最重总统之名，他身高一米八，即将卸任总统时最重，达152至154公斤，之后倒瘦下去很多，1929年时体重111公斤。塔夫脱当上首席大法官时身体就开始恶化，他精心制订健身方案，每天从家步行4800米去国会大厦上班。下班回家时他一般会走康涅狄格大道，经过岩溪上的桥。塔夫脱去世后，这座桥得名塔夫脱桥。
除减肥计划外，塔夫脱还聘请英国大夫纳撒尼尔·爱德华·约克-戴维斯（Nathaniel Edward Yorke-Davies）担任饮食顾问。两人保持通信往来20年，塔夫脱每天记录自己的体重，食量和体力活动。

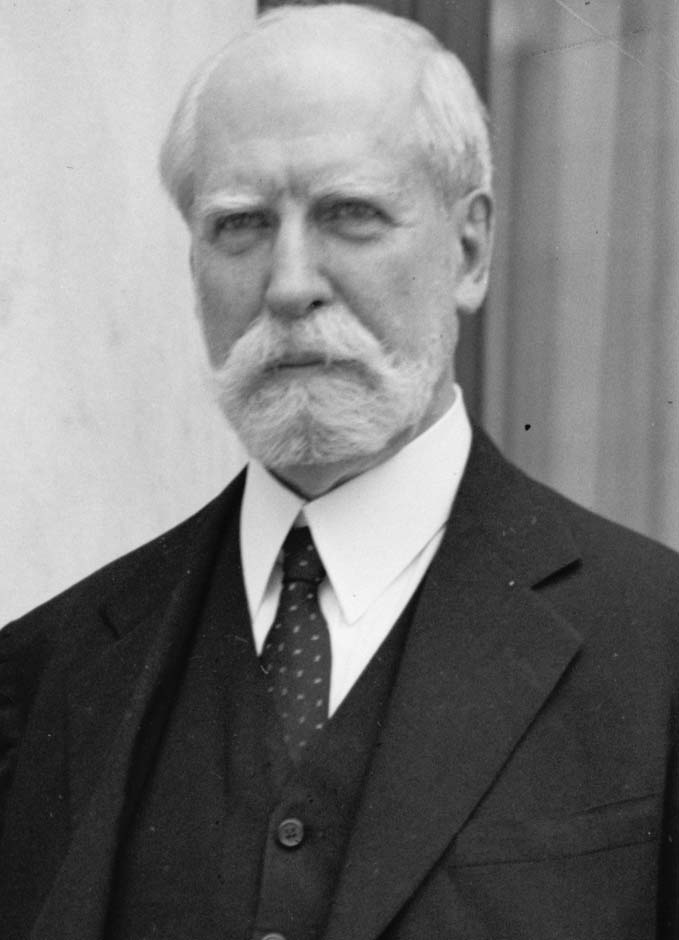
塔夫脱坚持由查尔斯·埃文斯·休斯继任首席大法官

1929年3月4日，塔夫脱主持胡佛就职典礼时说错部分誓词，他事后在信中写道：“我的记忆不够准确，有时很没把握”，信中引用的誓词同样出错。塔夫脱的身体健康自担任首席大法官以来已经持续恶化十年，但他又觉得胡佛太倾向进步主义，不想就此退休让新总统任命继任人选。他在同年写给弟弟贺拉斯（Horace）的信中表示：“我年纪大了，行动迟缓，反应迟钝而且有些走神儿。但只要还不是彻底的老糊涂，我就能继续工作，我必须留在法院，防止布尔什维克掌权。”
哥哥查尔斯1929年12月31日去世后，塔夫脱坚持前往辛辛那提参加葬礼，如此奔波对他的身体不利。1930年1月6日最高法院开庭，塔夫脱尚未返回首都，凡·德凡特大法官代为传达的两条意见虽是塔夫脱起草，但都因病痛未能完成。塔夫脱前往北卡罗来纳州阿什维尔休养，但一月末时他已基本无法言语并产生幻觉。塔夫脱担心斯通会当上首席大法官，直到胡佛承诺任命休斯才辞职（。2月3日，已经辞职的塔夫脱返回首都，八位大法官联名来信致敬，但他已无力在回信上签字。1930年3月8日，威廉·霍华德·塔夫脱在华盛顿哥伦比亚特区的家中与世长辞，终年72岁。
去世三天后，塔夫脱的遗体于3月11日陈列在国会大厦圆形大厅接受瞻仰，随后葬在阿灵顿国家公墓，是首位葬于此地的美国总统和大法官。他的墓碑是詹姆斯·厄尔·弗雷泽（James Earle Fraser）雕刻，采用斯托尼克里克的花岗岩。

## 影响和历史评价

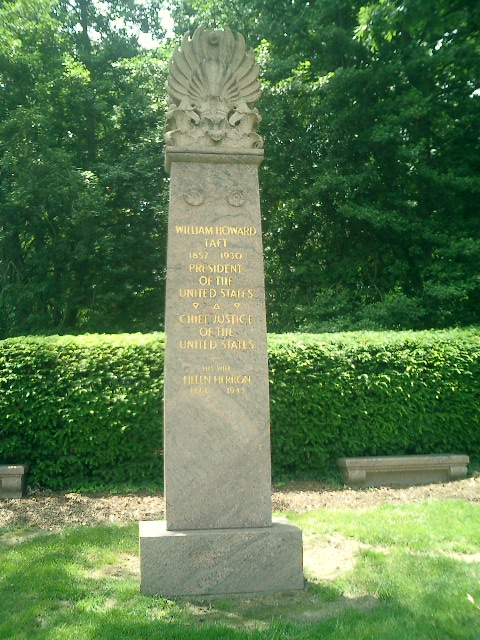
位于阿灵顿国家公墓的塔夫脱墓碑

卢里认为，塔夫脱的政治成绩未获应得的公众认可。罗斯福任职期间，起诉托拉斯的案件获得大量宣传，但真正拆分的托拉斯很少。塔夫脱为人不像前任总统高调，提起的反垄断诉讼数量超越罗斯福，而且不接受前总统所谓有些托拉斯“很好”的主张。卢里指出，塔夫脱缺乏领袖魅力和与媒体打交道的天赋，为人“沉闷——诚实、亲切但沉闷”，这对他的总统任期不利。国家宪法中心的斯科特·邦比（Scott Bomboy）撰文声称，塔夫脱相对而言虽是“非常有趣、聪明和全能的总统......美国首席大法官、耶鲁摔跤手、改革家、和平活动家、棒球迷”，但“如今人们对他最大的印象却是体型庞大到卡在白宫浴缸的总统”，然而历史上根本没发生过这种事。此外，塔夫脱还因另一项身体特征为后人牢记，他是历史上最后一位留胡须的美国总统。
梅森认为塔夫脱执掌的白宫“平淡无奇”。科莱塔觉得塔夫脱在推动国会立法方面无可指责，但要是讲究政治技巧，他应该能成就更多。安德森指出，塔夫脱的所有联邦职位都来自任命，他从未竞选重要行政或立法职务，所以没有锻炼出操纵舆论的能力，问题就在于：“总统不能靠现场培训”。科莱塔指出：“在人民主张逐步变革的动荡时代，他却认为现有秩序已经足够”。
塔夫脱的从政经历无可避免地与罗斯福联系起来，一直笼罩在后者的华丽阴影下。是罗斯福把他送进白宫，也是罗斯福令他下台。但要是据此将塔夫脱描述成被最亲密朋友背叛的受害者也难免有失偏颇。正如科莱塔所述，塔夫脱政治上的失败与其说是受人陷害，倒不如说是他缺乏预见和想象力，看不到政治风暴是如何酝酿，直到席卷而来把他吞没才后知后觉地惊醒。罗斯福善于利用权力杠杆达成当时几乎不可能的政治目标，但他的继任者没有如此天赋，塔夫脱行动迟缓，而且一旦有所动作往往也会像平肖－巴林杰之争那样招来敌人。罗斯福深得媒体青睐，报导往往对他有利，塔夫脱保持着法官的本能不与记者交流，而且他执掌的白宫总对提问无可奉告，心存敌意的记者就会用政敌言论填充版面。在罗斯福一手操纵下，公众记忆中的塔夫脱仿佛布坎南，而且塔夫脱主张严格限制总统权力，不愿为公共利益采取行动。安德森指出，罗斯福的自传于1913年出版，此时两人都已卸任总统，书中意图把罗斯福脱离共和党合理化，对他曾经敬佩并钦点的继任人选没有半句好话，对后人眼中塔夫脱形象的影响持久而深刻。除罗斯福以外，当时所有大报记者都对塔夫脱的总统任期充满怨言，对此他的回应只是总统权力宪法论文。

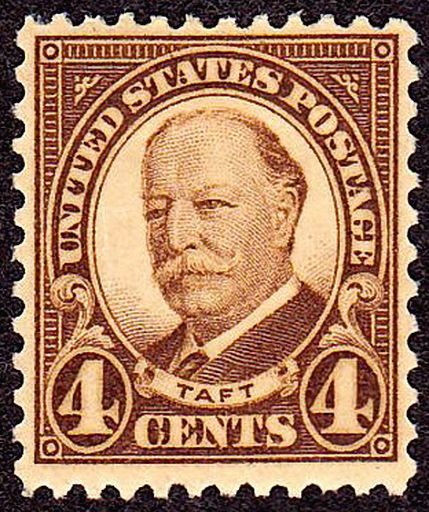
1930年为纪念塔夫脱发行的四美分邮票

塔夫脱坚信历史会还他清白。媒体在他下台后认为，他的成绩在历任总统中属中等水平，之后许多历史学家的排名维持类似结论。科莱塔指出，中等水平其实很不错，塔夫脱得以和詹姆斯·麦迪逊、约翰·昆西·亚当斯及麦金莱比肩。卢里研究塔夫脱时期的进步政策后主张，历史学家大多因为塔夫脱不善演讲和写作忽视他在进步政策领域的成绩。古尔德称，塔夫脱的体重、他执掌白宫时是如何生硬，他的思想和理论又是何等保守......这些老生常谈虽然都不至于毫无根据，但如此着眼政治舞台未免有失公允，无法体现他雄心勃勃、在党派内部政治领域足智多谋的一面。安德森认为，塔夫脱一生当上行政首脑又成为司法总管，这“在司法和共和党政治史上都是惊人的壮举”，今后都不大可能重现。
后人将塔夫脱评为伟大的首席大法官，后世大法官安東寧·斯卡利亞指出，这恐怕“不是因为他的观点，而是因为许多观点都与历史发展背道而驰”。首席大法官厄尔·沃伦也有类似看法：“塔夫脱通常伴随着‘保守’的标签，虽然批评家经常把这个词挂在嘴边，但它在此显然不是贬义，是人们往往把保守和‘反动’混为一谈”。大部分评论认为，塔夫脱担任首席大法官最大的贡献是倡导最高法院改革，敦促并最终改善法院程序和设施。梅森认为1925年《法官法》是塔夫脱在最高法院取得的重大成就。安德森指出，塔夫脱当上首席大法官后在司法领域竭力追求自身主张，程度与西奥多·罗斯福担任总统相比也不遑多让。
塔夫脱出生并度过童年的辛辛那提故居如今是国家历史遗迹。他是首批美国国家社会科学研究所金牌得主。他的儿子罗伯特也是知名政治家，曾是参议院多数党领袖并三次成为共和党总统候选人提名的有力争夺者，但身为保守派每次都不敌偏向自由派的东部共和党候选人。
卢里如此总结威廉·霍华德·塔夫脱的一生：
华盛顿传说中的樱花树代表对内莉·塔夫脱的纪念，但却没有什么纪念他丈夫的东西，或许只有最高法院那雄伟的办公楼，他当年热切奔走，却尚未看到破土动工便与世长辞。1912年竞选连任一败涂地后，塔夫脱写道：“我必须等待多年才能得到人民平反……只需等待即可。”或许他已经等得太久。

## 脚注
1. 1 2 3 4 5 6  Gould 2000.
2. ↑  Lurie，第4–5页
3. ↑  Lurie，第4–7页
4. ↑  10 birthday facts about President and Chief Justice William Howard Taft.
5. ↑  Jackson & Sterbenz 2015.
6. 1 2  Taft Gained Peaks In Unusual Career，第27页
7. ↑  Lurie，第8页
8. ↑  Pringle vol 1，第49–53页
9. ↑  Pringle vol 1，第54–55页
10. ↑  Pringle vol 1，第57–58页
11. ↑  Lurie，第10–11页
12. ↑  Pringle vol 1，第63–67页
13. ↑  Pringle vol 1，第95–105页
14. ↑  Lurie，第13–15页
15. ↑  Pringle vol 1，第80–81页
16. ↑  Pringle vol 1，第106–111页
17. ↑  Pringle vol 1，第119页
18. ↑  Pringle vol 1，第110–114页
19. ↑  Pringle vol 1，第120–123页
20. ↑  Lurie，第28–30页
21. ↑  Lurie，第33–34页
22. ↑  Lurie，第36–38页
23. ↑  Pringle vol 1，第143页
24. ↑  Coletta 1973，第23页
25. 1 2  Pringle vol 1，第148页
26. ↑  Pringle vol 1，第150–153页
27. ↑  Noyes 2011.
28. ↑  Campbell & 1966，第279–298页
29. ↑  Pringle vol 1，第159–162页
30. ↑  Lurie，第41–42页
31. ↑  Lurie，第44页
32. ↑  Pringle vol 1，第174页
33. ↑  Pringle vol 1，第175页
34. ↑  Lurie，第50页
35. ↑  Lurie，第52–55页
36. ↑  Burton 2004，第35–37页
37. ↑  Pringle vol 1，第242–247页
38. ↑  Pringle vol 1，第251–255页
39. ↑  Coletta 1973，第6–7页
40. ↑  Lurie，第64页
41. ↑  Lurie，第70–71页
42. ↑  Morris，第380页
43. ↑  Anderson 2000，第328页
44. ↑  Pringle vol 1，第264–265页
45. ↑  Pringle vol 1，第279–283页
46. ↑  Pringle vol 1，第305–310页
47. ↑  Pringle vol 1，第261页
48. ↑  Lurie，第67页
49. ↑  Pringle vol 1，第293–295, 301页
50. ↑  Minger，第269, 274页
51. ↑  Minger，第281–282页
52. ↑  Minger，第285, 291页
53. 1 2  Anderson 1973，第37页

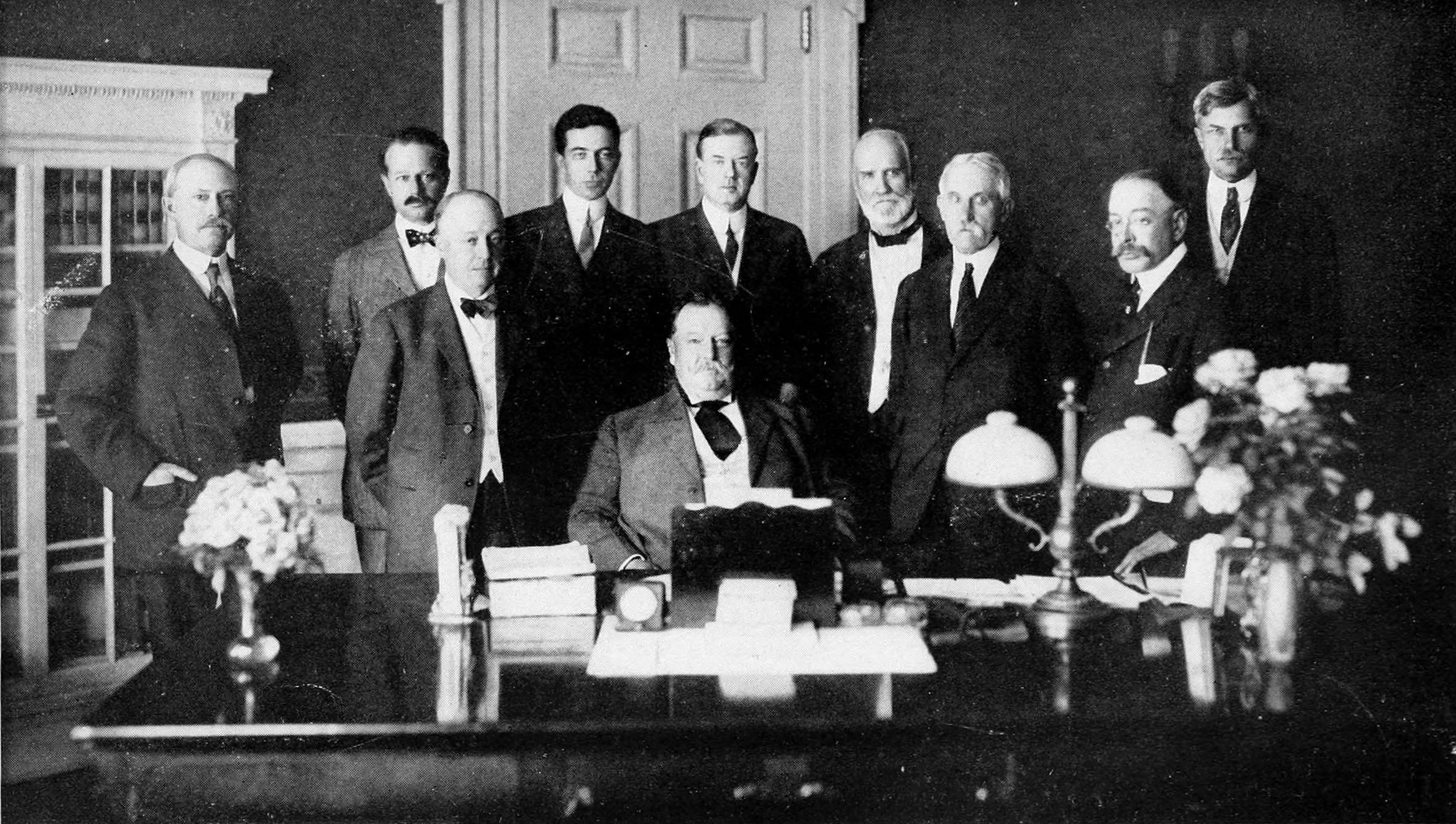
塔夫脱首届内阁，1910年

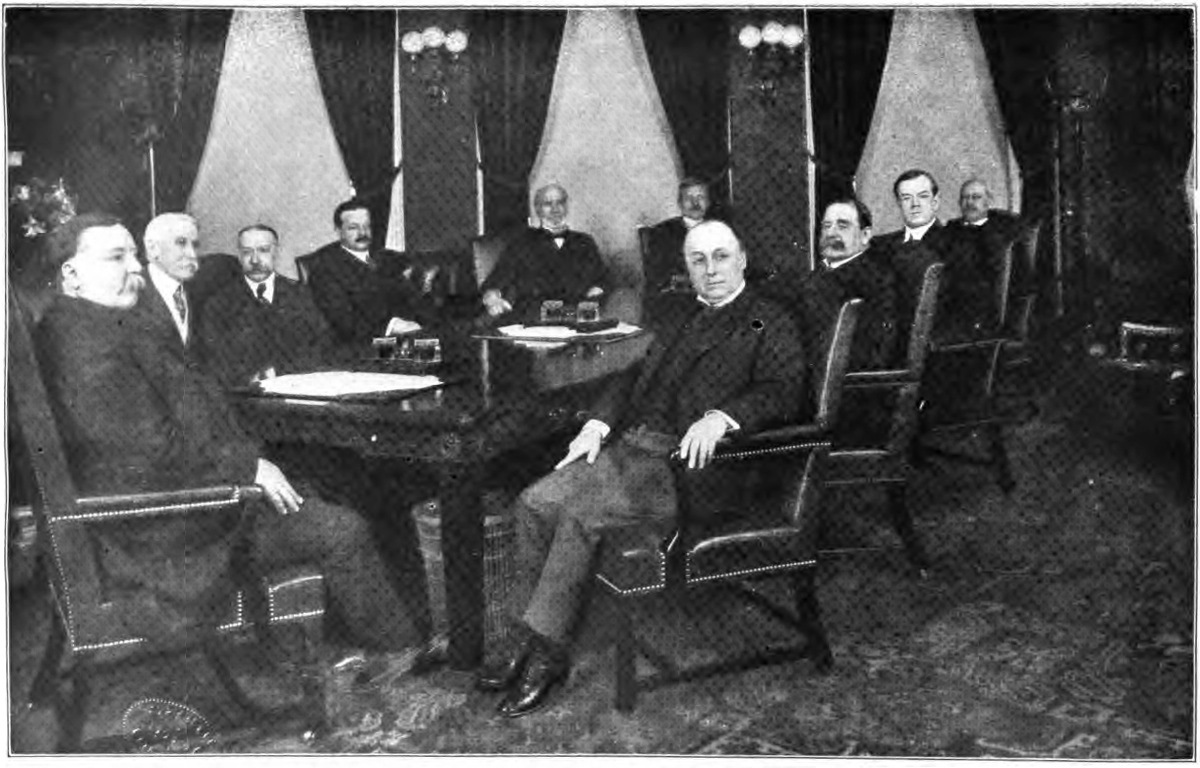
塔夫脱第二届内阁，1912年

54. ↑  Pringle vol 1，第321–322页
55. ↑  Pringle vol 1，第337–338页
56. ↑  Morris，第523–526页
57. ↑  Pringle vol 1，第347页
58. ↑  Pringle vol 1，第348–353页
59. ↑  Coletta 1973，第15页
60. 1 2  Coletta 1973，第15–16页
61. ↑  Morris，第529页
62. ↑  Coletta 1973，第16–18页
63. ↑  Anderson 1973，第45页
64. ↑  Morris，第524–525页
65. ↑  Pringle vol 1，第358–360页
66. ↑  Lurie，第136页
67. ↑  Pringle vol 1，第374–376页
68. ↑  Anderson 1973，第57页
69. ↑  Anderson 1973，第58页
70. ↑  Coletta 1973，第19页
71. ↑  Pringle vol 1，第393–395页
72. ↑  Pringle vol 1，第395页
73. ↑  Coletta 1973，第45页
74. ↑  Pringle vol 1，第383–387页
75. ↑  Coletta 1973，第50页
76. ↑  Rouse 2006.
77. ↑  Anderson 1973，第60页
78. ↑  Anderson 1973，第68页
79. ↑  Anderson 1973，第71页
80. ↑  Scholes and Scholes，第25页
81. 1 2  Coletta 1973，第183–185页
82. ↑  Anderson 1973，第276–278页
83. ↑  Lurie，第102–103页
84. ↑  Coletta 1973，第56–58页
85. ↑  Coletta 1973，第60–65页
86. ↑  Anderson 1973，第102–108页
87. ↑  Coletta 1973，第65–71页
88. ↑  Coletta 1973，第141–152页
89. ↑  Pringle vol 2，第593–595页
90. ↑  Coletta 1973，第185, 190页
91. 1 2  Anderson 1973，第271页
92. ↑  Burton 2004，第70页
93. ↑  Burton 2004，第72页
94. 1 2  Harris 2009，第1–2页
95. ↑  Coletta 1973，第188頁.
96. ↑  Burton 2004，第66–67页
97. ↑  Coletta 1973，第187–190页
98. ↑  Burton 2004，第67–69页
99. ↑  Coletta 1973，第186–187页
100. ↑  Scholes and Scholes，第109页
101. ↑  Scholes and Scholes，第21–23页
102. ↑  Anderson 1973，第250–255页
103. ↑  Scholes and Scholes，第126–129页
104. ↑  Coletta 1973，第194–195页
105. ↑  Coletta 1973，第196页
106. ↑  Scholes and Scholes，第217–221页
107. ↑  Coletta 1973，第198–199页
108. ↑  Coletta 1973，第199–200页
109. ↑  Scholes and Scholes，第19–21页
110. ↑  Burton 2004，第82–83页
111. ↑  Coletta 1973，第168–169页
112. ↑  Coletta 1973，第154–157页
113. 1 2  Coletta 1973，第157–159页
114. ↑  Lurie，第145–147页
115. ↑  Lurie，第149页
116. ↑  Coletta 1973，第160–163页
117. ↑  Coletta 1973，第77–82页
118. ↑  Pringle vol 1，第483–485页
119. ↑  Coletta 1973，第85–86, 89页
120. 1 2  Coletta 1973，第89–92页
121. ↑  Pringle vol 1，第510页
122. ↑  Lurie，第113页
123. ↑  Pringle vol 1，第507–509页
124. ↑  Coletta 1973，第94页
125. ↑  Pringle vol 1，第509–513页
126. ↑  Harlan & 1983，第341页
127. ↑  Coletta 1973，第30页
128. ↑  Moran & 2013，第434–474页
129. ↑  Coletta 1973，第28页
130. ↑  Anderson 2000，第332页
131. ↑  Lurie，第121页
132. ↑  Lurie，第123–127页
133. ↑  Lurie，第127–128页
134. ↑  Anderson 2000，第339–340页
135. ↑  Biographical Directory of Article III Federal Judges, 1789-present.
136. ↑  Commerce Court, 1910–1913.
137. ↑  Lurie，第129–130页
138. 1 2  Pringle vol 2，第569–579页
139. 1 2  Murphy，第110–113页
140. ↑  Murphy，第117–119页
141. ↑  Coletta 1973，第222–225页
142. ↑  Pavord，第635–640页
143. ↑  Coletta 1973，第226–230页
144. ↑  Lurie，第157页
145. ↑  Anderson 1973，第183–185页
146. ↑  Lurie，第158页
147. ↑  Hawley，第208页
148. ↑  Lurie，第163–166页
149. 1 2  Hawley，第209页
150. ↑  Gould 2008.
151. 1 2  Lurie，第166页
152. ↑  Gould 2008，第72页
153. ↑  Dean，第29–30页
154. ↑  Pavord，第643页
155. ↑  Anderson 1973，第193页
156. 1 2  Bomboy 2013.
157. ↑  Hawley，第213–218页
158. ↑  Milkis 2012.
159. ↑  Pringle vol 2，第818页
160. ↑  Pringle vol 2，第832–835页
161. ↑  Lurie，第169–171页
162. ↑  Pringle vol 2，第836–841页
163. ↑  Gould 2008，第132, 176页
164. ↑  Gould 2014，第5–12页
165. ↑  Pringle vol 2，第856–857页
166. 1 2  Anderson 1982，第27页
167. ↑  Gould 2014，第14页
168. ↑  Gould 2014，第19–20页
169. ↑  Gould 2014，第45, 57–69页
170. ↑  Pringle vol 2，第859–860页
171. ↑  Gould 2014，第47–49页
172. ↑  Gould 2014，第69–71页
173. ↑  Pringle vol 2，第890–899页
174. ↑  Taft Joins Home Guard to Defend Connecticut.
175. ↑  Gould 2014，第87–91页
176. ↑  Gives Taft Title of Major General.
177. ↑  Taft and Davison now Majors General.
178. ↑  Gould 2014，第93, 95页
179. ↑  Gould 2014，第107–110页
180. 1 2 3  Warren，第360页
181. ↑  Gould 2014，第110–134页
182. ↑  Pringle vol 2，第949页
183. ↑  Gould 2014，第166–168页
184. ↑  Gould 2014，第168页
185. ↑  Pringle vol 2，第956页
186. 1 2  Pringle vol 2，第957–959页
187. 1 2  Anderson 2000，第345页
188. ↑  Trani & Wilson，第48–49页
189. 1 2  Gould 2014，第170–171页
190. 1 2  Mason，第37–38页
191. 1 2 3  Mason，第37页
192. ↑  Regan，第90–91页
193. ↑  Regan，第91–92页
194. ↑  Regan，第92页
195. ↑  Pringle vol 2，第1049页
196. ↑  Torruella & 1988，第96–98页
197. ↑  Regan，第94–95页
198. ↑  Myers, 272 U.S. at 166, 176
199. ↑  Pringle vol 2，第1025页
200. ↑  Regan，第95–96页
201. 1 2  Regan，第96页
202. ↑  Pringle vol 2，第985–986页
203. ↑  Mason，第38页
204. ↑  Pringle vol 2，第1057–1064页
205. ↑  Pringle vol 2，第969页
206. 1 2  Mason，第36页
207. ↑  Pringle vol 2，第973–974页
208. ↑  Warren，第359页
209. ↑  Scalia，第849–850页
210. ↑  Pringle vol 2，第995–996页
211. ↑  Pringle vol 2，第996–1000页
212. ↑  Warren，第361–362页
213. ↑  Sotos & 2003，第1133–1142页
214. ↑  Pringle vol 2，第963–964, 1072页
215. ↑  Bivins，Marland & 2016，第757–780页
216. ↑  Bendat & 2012，第36–38页
217. ↑  Pringle vol 2，第963, 967页
218. 1 2  Pringle vol 2，第1077–1079页
219. ↑  Anderson 2000，第349–350页
220. ↑  Lying in State or in Honor & Architect of the Capitol.
221. 1 2  William Howard Taft & Arlington.
222. ↑  Gresko 2010.
223. ↑  Lurie，第196–197页
224. ↑  Coe 2017.
225. ↑  Peterkin & 2001，第36–37页
226. ↑  Coletta 1973，第259, 264–265页
227. ↑  Coletta 1973，第266页
228. ↑  Coletta 1973，第260页
229. ↑  Coletta 1973，第265页
230. ↑  Coletta 1973，第262–263页
231. 1 2  Anderson 1982，第30–32页
232. ↑  Coletta 1973，第290页
233. ↑  Coletta 1973，第255–256页
234. ↑  Lurie，第198页
235. ↑  Gould 2014，第3–4页
236. ↑  Coletta 1989，第xviii页
237. ↑  Scalia，第849页
238. ↑  Coletta 1989，第201页
239. ↑  Anderson 2000，第352页
240. ↑  Lee 1986.
241. ↑  Gold Medal Honorees.
242. ↑  Rae 2000.
243. ↑  Lurie，第200页

## 扩展阅读
- Wilensky, Norman N. . Gainesville: University of Florida Press. 1965.
- Anderson, Judith Icke. . W W NORTON. 1981  [2020-12-06]. ISBN 9780393336313. （原始内容存档于2021-03-07）.
- Ballard, Rene N. . Western Political Quarterly. 1954-03, 7 (1): 65–74  [2020-12-06]. （原始内容存档于2021-03-07）.
- Burns, Adam David.  (PDF) (PhD论文). University of Edinburgh. 2010  [2020-12-06]. （原始内容存档 (PDF)于2021-03-07）.
- Burton, David H. . Madison, NJ: Fairleigh Dickinson University Press. 2005  [2020-12-06].
- Butt, Archibald W. . Garden City, N.Y.: Doubleday, Doran. 1930  [2020-12-06].第一卷，第二卷
- Coletta, Paolo E. "William Howard Taft." in The Presidents: A Reference History (1997)
- Coletta, Paolo E.  "The Election of 1908" in Arthur M. Schlesinger, Jr. and Fred L Israel, eds., History of American Presidential Elections: 1789-1968 (1971) 3: 2049–2131.  online
- Coletta, Paolo E. "The Diplomacy of Theodore Roosevelt and William Howard Taft," in Gerald K. Haines and J. Samuel Walker, eds., American Foreign Relations: A Historiographical Review (Greenwood, 1981)
- Collin, Richard H. "Symbiosis versus Hegemony: New Directions in the Foreign Relations Historiography of Theodore Roosevelt and William Howard Taft." Diplomatic History 19#3 (1995): 473-497 online （页面存档备份，存于）.
- Korzi, Michael J., "William Howard Taft, the 1908 Election, and the Future of the American Presidency," Congress and the Presidency, 43 (May–August 2016), 227–54.
- Delahaye, Claire. "The New Nationalism and Progressive Issues: The Break with Taft and the 1912 Campaign," in Serge Ricard, ed., A Companion to Theodore Roosevelt (2011) pp 452–67. online （页面存档备份，存于）
- Ellis, L. Ethan. Reciprocity, 1911: A Study in Canadian-American Relations (Yale UP, 1939)
- Goodwin, Doris Kearns. The bully pulpit: Theodore Roosevelt, William Howard Taft, and the Golden Age of journalism (2013) online
- Gould, Lewis L. The William Howard Taft Presidency (University Press of Kansas, 2009).
- Gould, Lewis L. "Theodore Roosevelt, William Howard Taft, and the Disputed Delegates in 1912: Texas as a Test Case." Southwestern Historical Quarterly 80.1 (1976): 33-56 online （页面存档备份，存于）.
- Hahn, Harlan. "The Republican Party Convention of 1912 and the Role of Herbert S. Hadley in National Politics." Missouri Historical Review 59.4 (1965): 407–423. Taft was willing to compromise with Missouri Governor Herbert S. Hadley as presidential nominee; TR said no.
- Hechler, Kenneth W. Insurgency: Personalities and Politics of the Taft Era (1940), on Taft's Republican enemies in 1910.
- Hindman, E. James. "The General Arbitration Treaties of William Howard Taft." The Historian 36.1 (1973): 52-65 online （页面存档备份，存于）.
- Manners, William. TR and Will: A Friendship That Split the Republican Party (1969) covers 1910 to 1912.
- Mason, Alpheus T. Bureaucracy Convicts Itself: The Ballinger-Pinchot Controversy of 1910 (1941)
- Noyes, John E. "William Howard Taft and the Taft Arbitration Treaties." Villanova Law Review 56 (2011): 535+ online （页面存档备份，存于）  covers his career in international law and arbitration.
- Ponder, Stephen. "'Nonpublicity' and the Unmaking of a President: William Howard Taft and the Ballinger-Pinchot Controversy of 1909–1910." Journalism History 19.4 (1994): 111–120.
- Rosen, Jeffrey. William Howard Taft: The American Presidents Series (2018) excerpt （页面存档备份，存于）
- Schambra, William. "The Election of 1912 and the Origins of Constitutional Conservatism." in Toward an American Conservatism (Palgrave Macmillan, 2013). 95-119.
- Schultz, L. Peter. "William Howard Taft: A constitutionalist's view of the presidency." Presidential Studies Quarterly 9#4 (1979): 402-414 online （页面存档备份，存于）.
- Solvick, Stanley D. "William Howard Taft and the Payne-Aldrich Tariff." Mississippi Valley Historical Review 50#3 (1963): 424-442 online （页面存档备份，存于）.
- Taft, William Howard. The Collected Works of William Howard Taft (8 vol. Ohio University Press, 20012004) excerpts （页面存档备份，存于）.
- Taft, William H. Four Aspects of Civic Duty; and, Present Day Problems ed. by David H. Burton and A. E. Campbell (Ohio UP, 2000).
- Taft, William Howard. Present Day Problems: A Collection of Addresses Delivered on Various Occasions (Best Books, 1908) online （页面存档备份，存于）.
- Crowe, Justin. "The forging of judicial autonomy: Political entrepreneurship and the reforms of William Howard Taft." Journal of Politics 69.1 (2007): 73-87 online （页面存档备份，存于）
- Fish, Peter G. "William Howard Taft and Charles Evans Hughes: Conservative Politicians as Chief Judicial Reformers." The Supreme Court Review 1975 (1975): 123-145 online （页面存档备份，存于）.
- Mason, Alpheus T. The Supreme Court From Taft to Burger (2nd ed. 1980)
- Post, Robert. "Judicial Management and Judicial Disinterest: The Achievements and Perils of Chief Justice William Howard Taft." Journal of Supreme Court History (1998) 1: 50–78. online （页面存档备份，存于）.
- Post, Robert C. "Chief Justice William Howard Taft and the concept of federalism." Constitutional Commentary 9 (1992): 199+ online （页面存档备份，存于）.
- Rooney, William H., and Timothy G. Fleming. "William Howard Taft, the Origin of the Rule of Reason, and the Actavis Challenge." Columbia Business Law Review (2018) 1#1: 1–24. online （页面存档备份，存于）.
- Starr, Kenneth W. "The Supreme Court and Its Shrinking Docket: The Ghost of William Howard Taft." Minnesota Law Review 90 (2005): 1363–1385 online （页面存档备份，存于）.
- Starr, Kenneth W. "William Howard Taft: The Chief Justice as Judicial Architect." U. of Cincinnati Law Review  60 (1991): 963+.
- Taft, William Howard. "The Jurisdiction of the Supreme Court Under the Act of February 13, 1925." The Yale Law Journal  35.1 (1925): 1-12.